# 髭
髭（ひげ、英: beard）は、ヒトの顔から顎の下にかけて生える毛。
髥や鬚とも書き、漢字ではくちひげ（髭）やあごひげ（鬚）、ほおひげ（髥）を使い分ける。
英語においても同様に使い分けられている。漢字や英単語ではそれぞれ区別して別の語をあてている（傾向がある）。
一方、大和言葉のひらがな表記のひげは、それら3つを特には区別せず、漠然とまとめて指している。

## 概説
男性ホルモンによって発毛が促されるため、思春期以降、男性で陰毛の成長がジェームス・タナーの分類で第4段階に達した頃から腋毛よりやや遅れて髭が生え始める。しかし、人種、個人により濃さにかなりの差がある。
髭の生える理由については今もって不明である。「身体の保護」という説も聞かれるが、本来肉体的に保護が必要な幼年期にはひげやその他の体毛が薄く、女性にも後述の場合を除き、基本的には生えないことから俗説とされている。髭に生物学的な機能としての意味合いは薄く、特に現代においては多くの人間にとって無用のものとされる。しかし最近では、クジャクの羽やライオンのたてがみ、マンドリルの色鮮やかな皮膚や体毛などと同じように、成熟したオス個体に顕著に発現する第二次性徴であることから、主に性淘汰により発達したものであるとする見解もある。チャールズ・ダーウィンも、男性の髭を先史時代の性淘汰による産物と考えていた。ただし、男性の髭を好む女性が多いという統計的データはなく、日本や欧米などの女性の権利向上が進んだ国において男性がヒゲを剃ることが広く行われている一方、中東などの女性の権利の低い地域において男性のヒゲを伸ばす風習があるなど異性間淘汰ではこれを説明できるとは限らない。
女性でも人種によりひげが比較的濃い場合がある。病気によっても髭が生えることがあり、多嚢胞性卵巣症候群ではホルモンバランスが崩れ、髭が生えたり声が低くなるなど、男性化する。女性が髭を生やす姿は奇異の目で見られ、時にいじめや差別に発展する。
他の体毛と比べると大変硬く、同じ太さの銅線に匹敵すると言われる。そのため髭を剃るときには蒸しタオルや湯で髭を柔らかくしておいた方が良い（ただし電気カミソリの場合を除く）。一人当たり6,000から25,000本程度の髭があり、平均すると一日当たり0.4mm程度伸びるとされている。新モンゴロイドは髭が薄く、これは寒冷気候（冬期は髭を延ばしていると、吐息で凍結して顔が凍傷になる）への適応と考えられている。

髭の有無やその容態はその人の印象に大きな影響を与える。現代の欧米やその文化的影響を受けた地域のほとんどの成人男性はカミソリ、電気シェーバー等を用いて、髭の手入れを日常的に行う。但し、顔の傷を隠すために、髭を伸ばす者もいる。
アレクサンドロス3世（大王）が若く見られたいという理由から史上初めて髭をそったとする伝説もあるが、実際にはそれ以前から人間は貝殻等を用いて髭の手入れをしていたとされる。 紀元前3000年頃には銅製のカミソリを用いていたともされている。

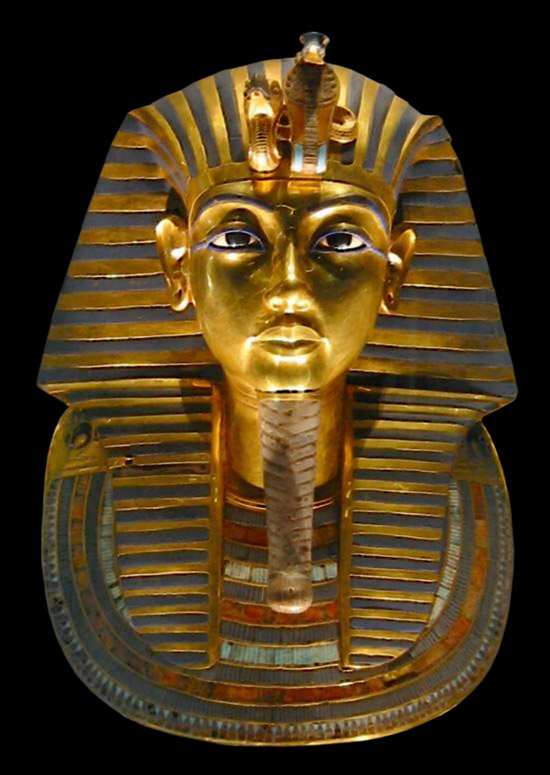
ツタンカーメンの黄金のマスク。顎から伸びる棒状の部分は「付けひげ」を象ったものとされている。
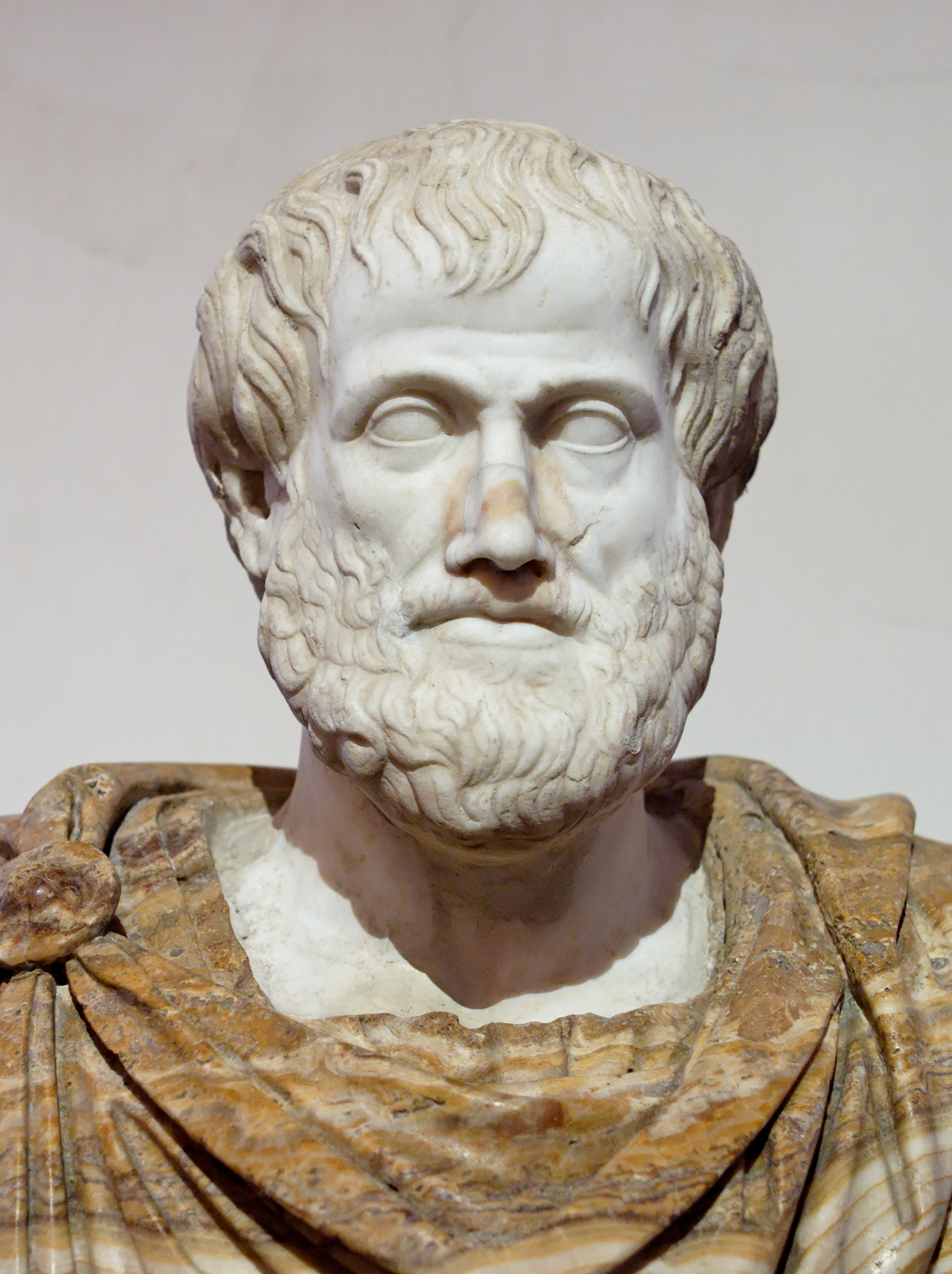
アリストテレスの像のひげ
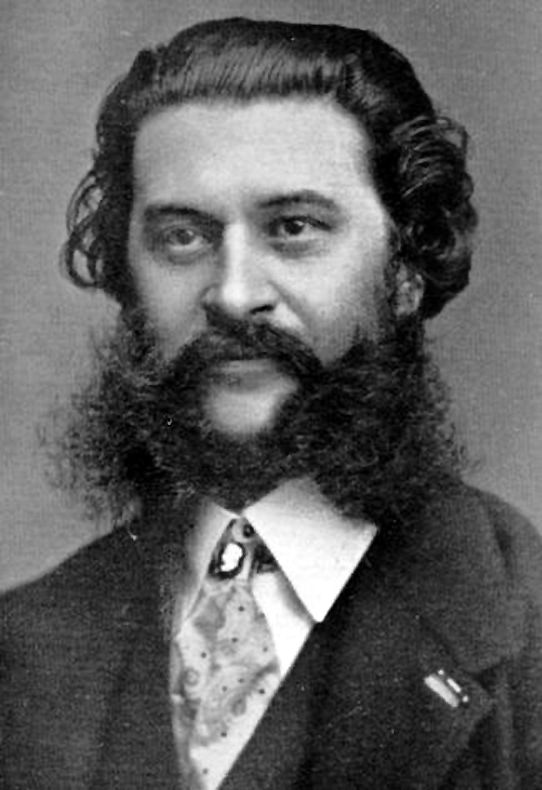
ヨハン・シュトラウス2世
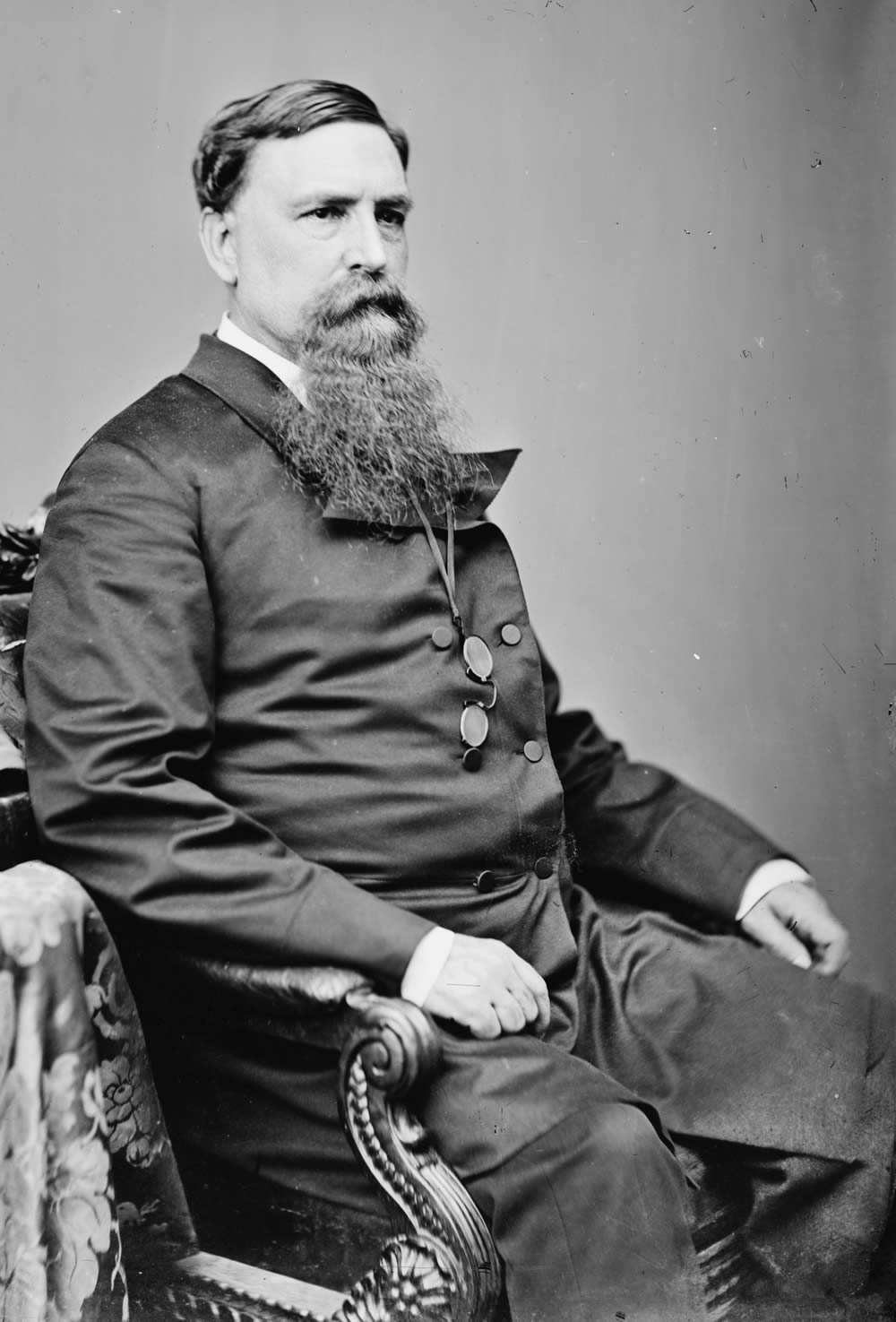
トーマス・スワン、メリーランド州知事。アメリカで南北戦争期に一般的だった髭の伸ばし方。
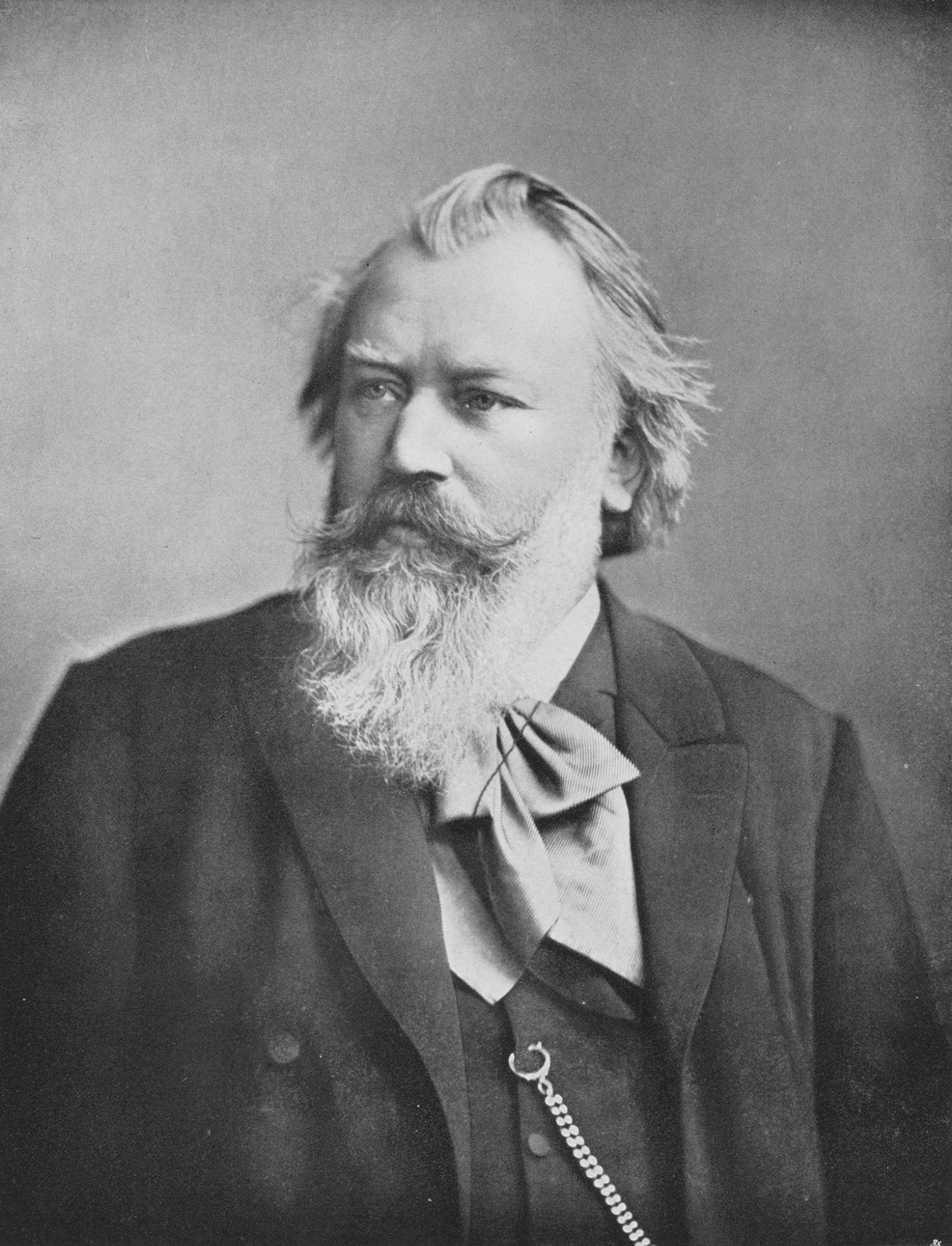
ヨハネス・ブラームス。
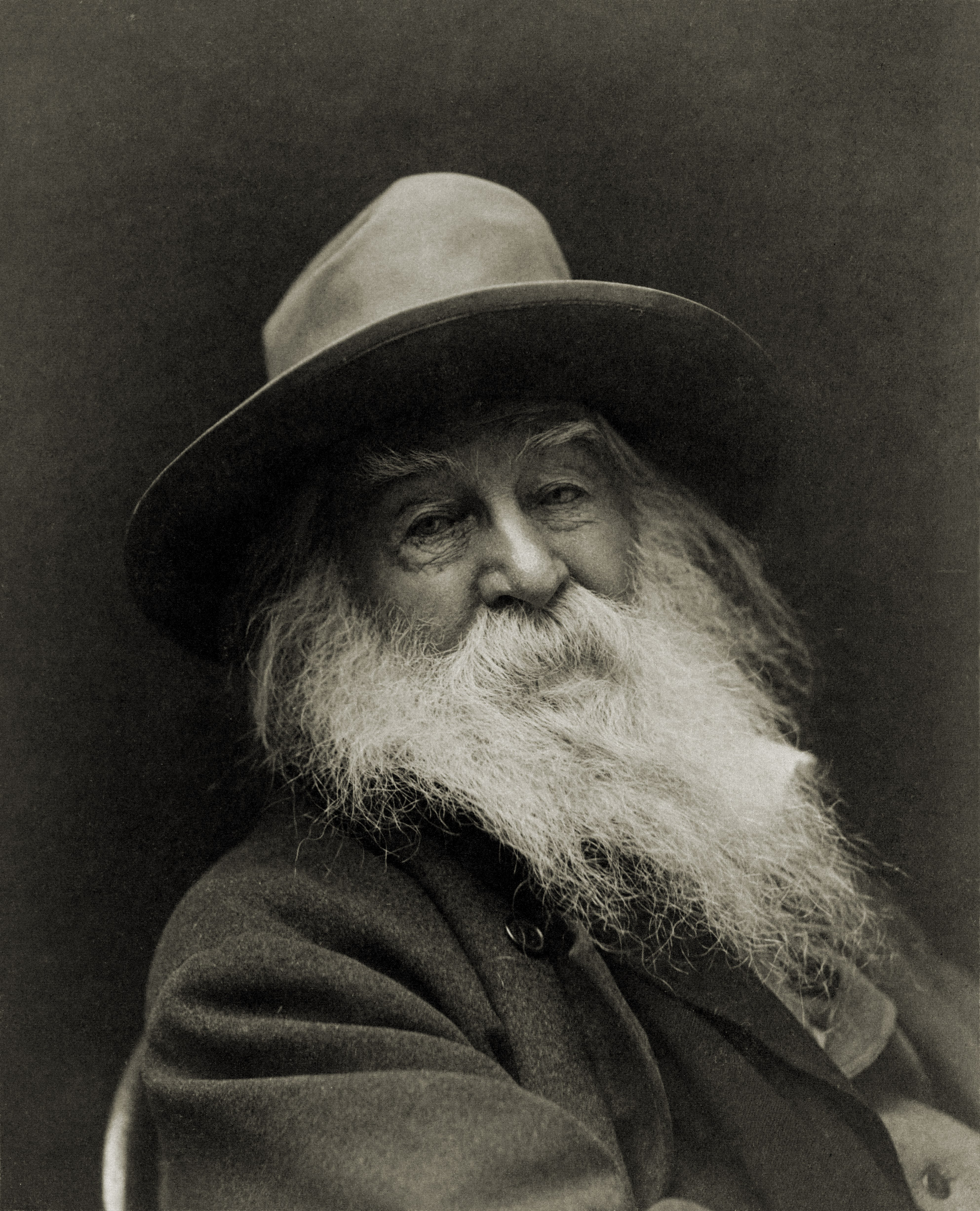
ウォルト・ホイットマン。
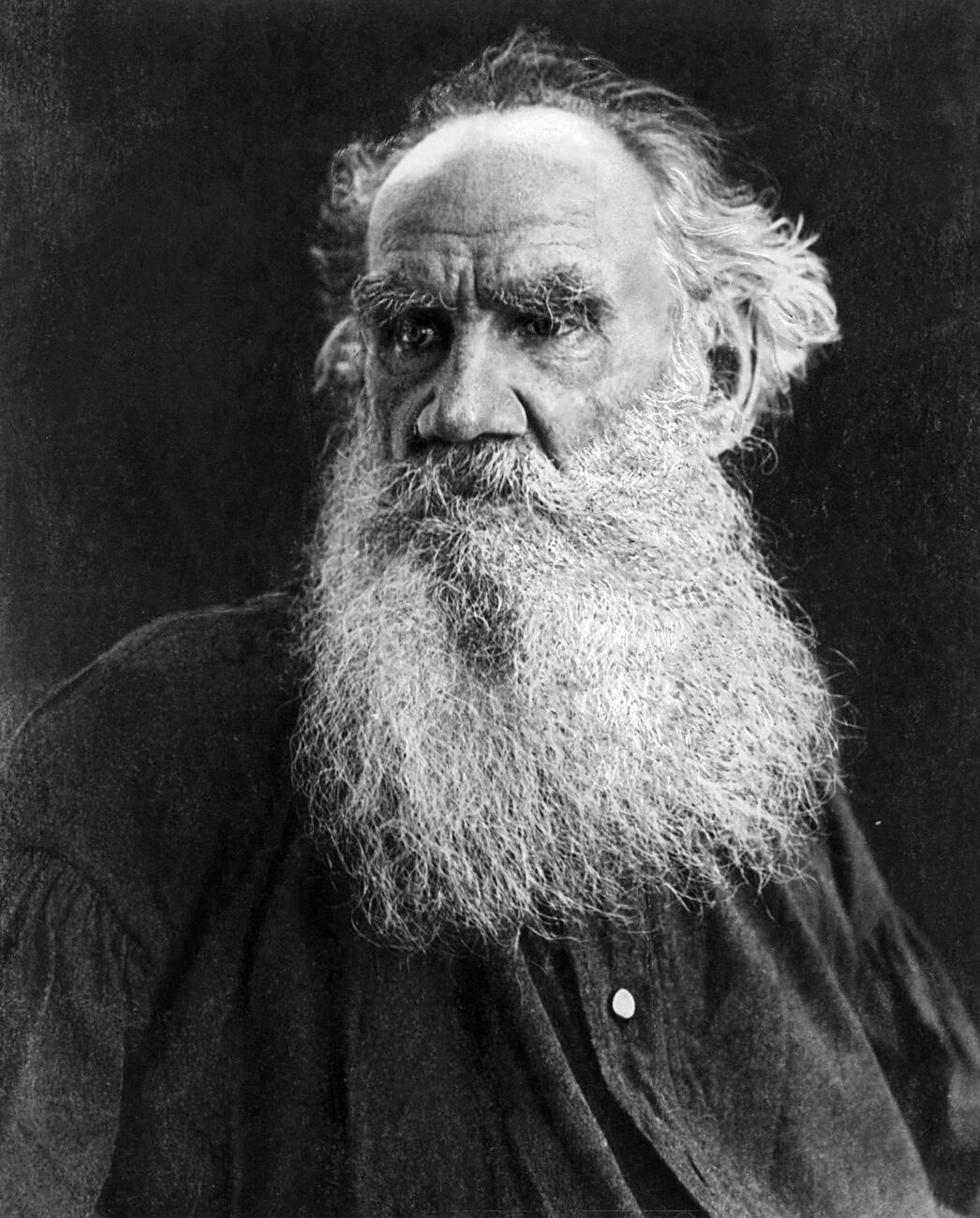
レオ・トルストイ
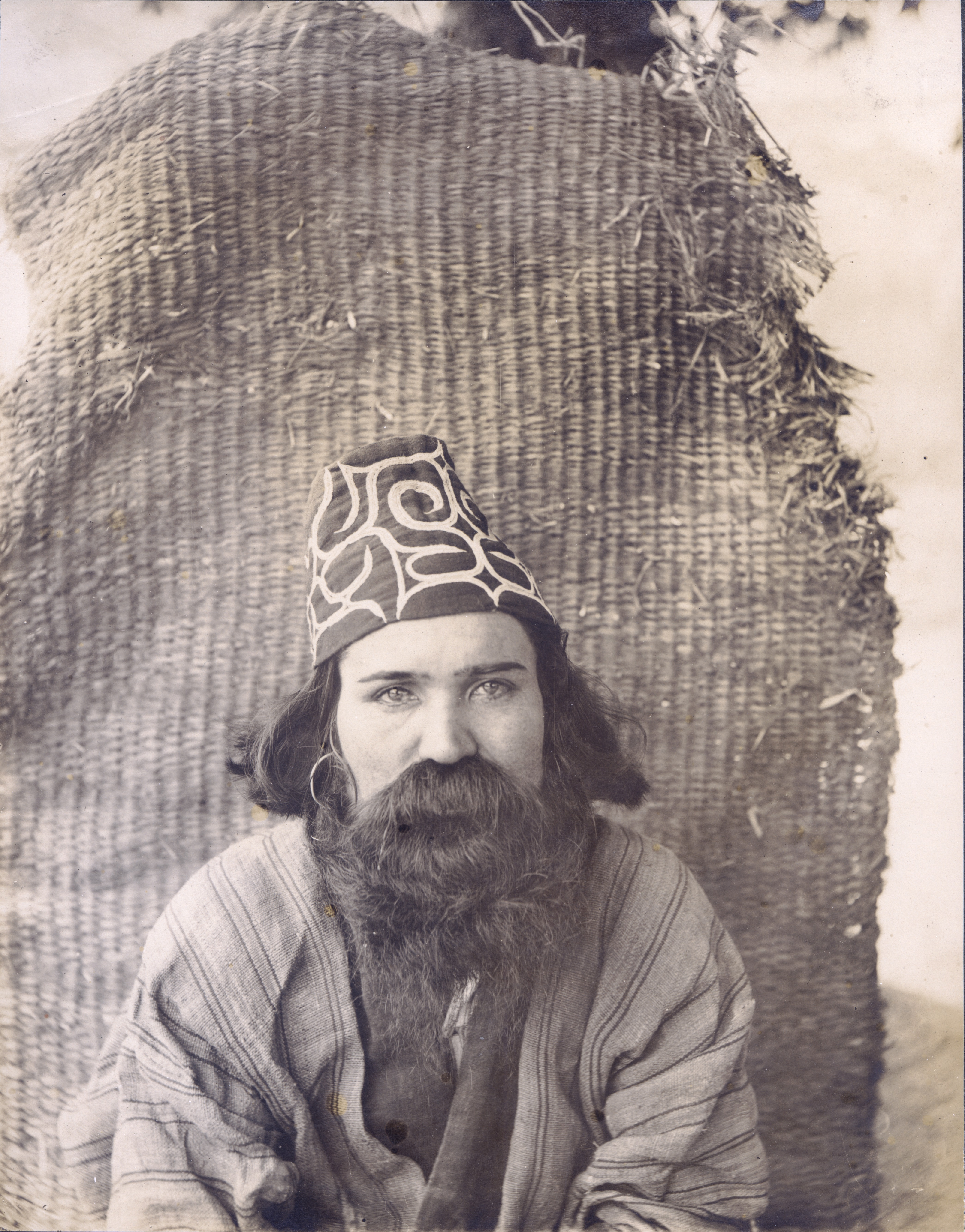
太古の昔から髭を生やす習慣があったアイヌ指導者。（この写真は1904年 のもの）
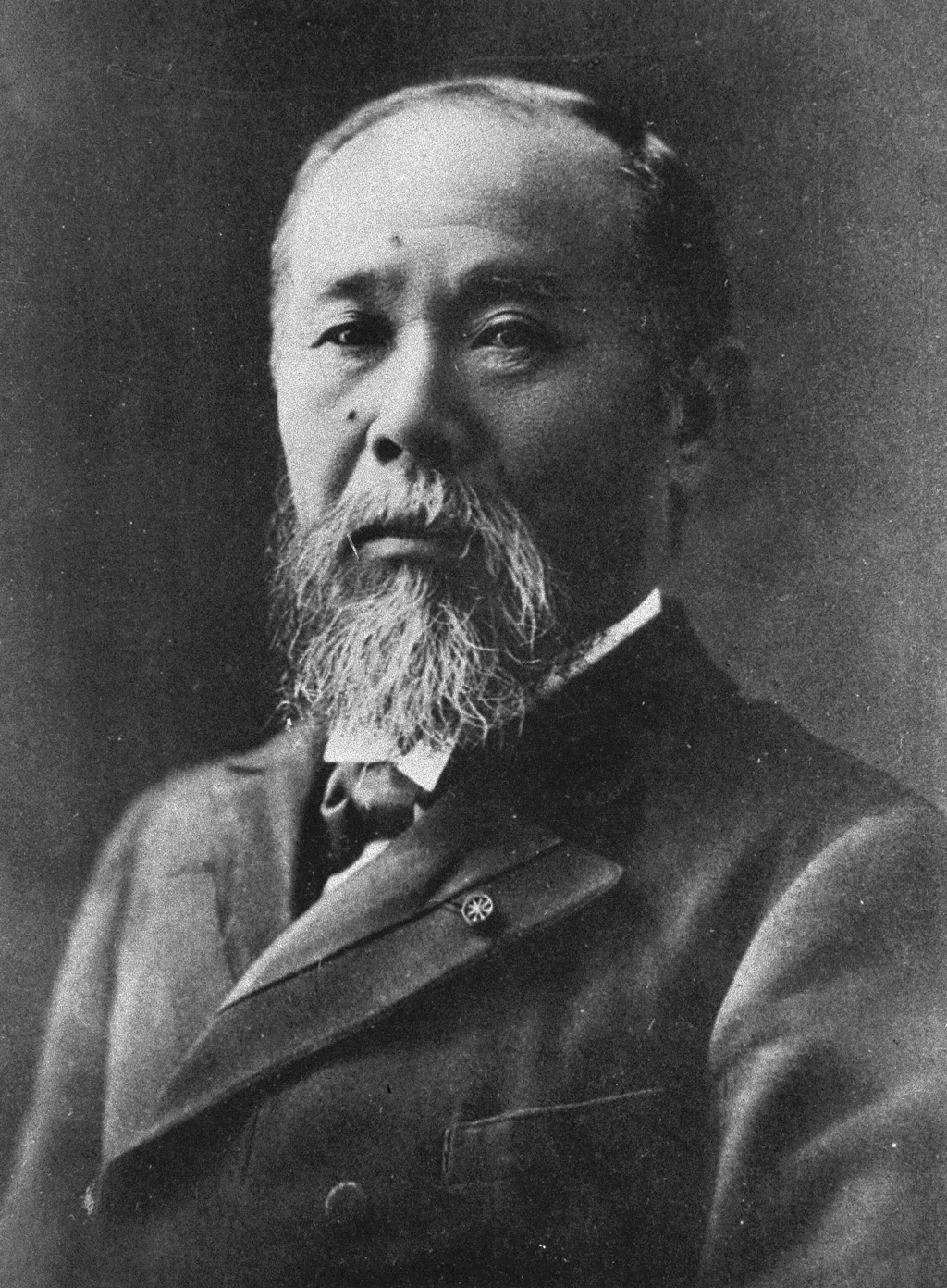
伊藤博文の髭。明治期では日本の政治家でも、髭が流行した。
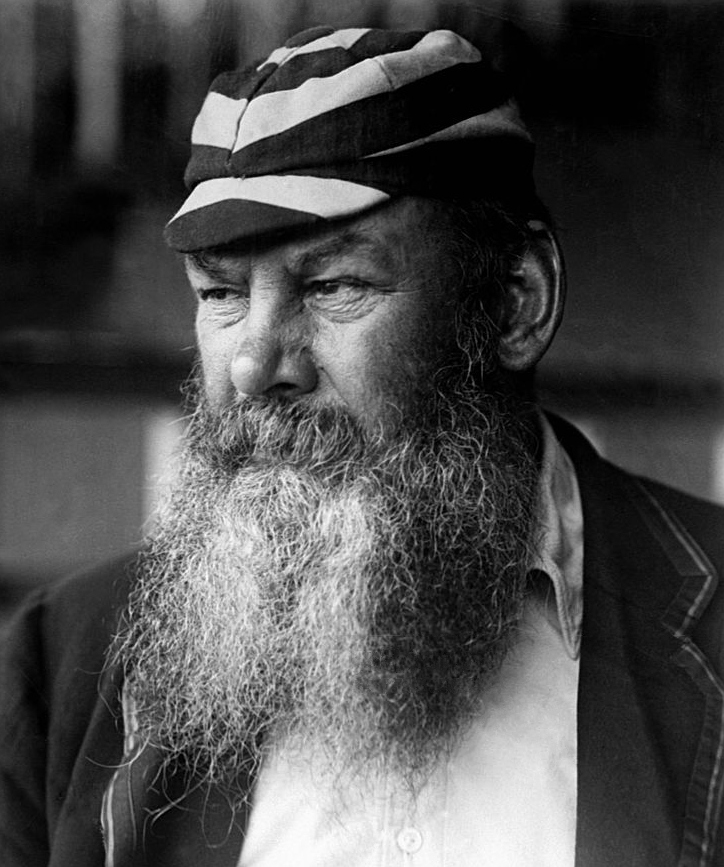
W・G・グレース
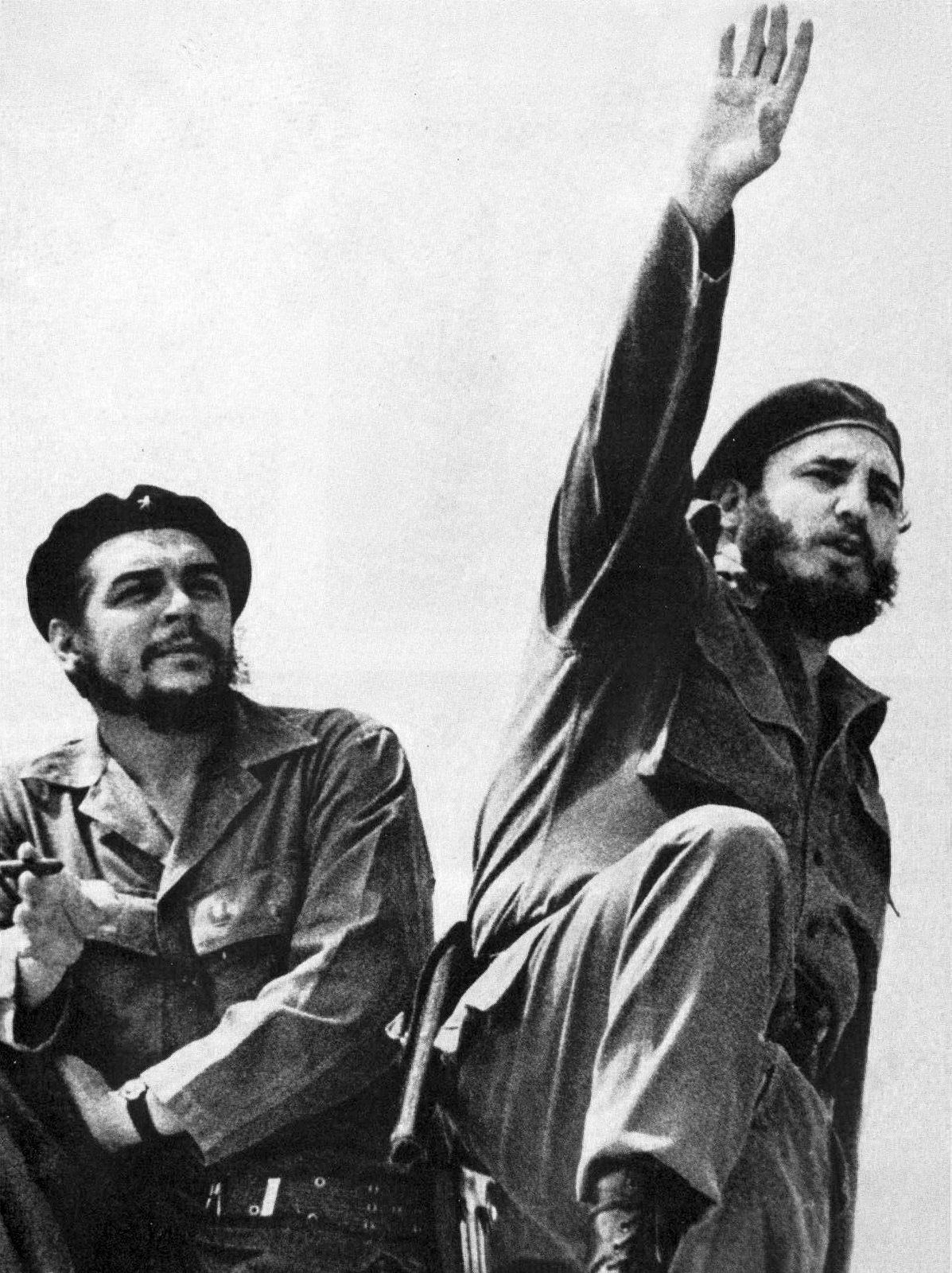
チェ・ゲバラ (左)とフィデル・カストロ (右)。
ヒゲのスタイル

## 国家・宗教におけるヒゲ

### 宗教

#### 非世俗的イスラム教圏
ハディース集の『サヒーフ・アル＝ブハーリー』に、異教徒と区別するため顎髭を伸ばして、鼻ヒゲをそるように書かれている。
非世俗的イスラム教圏には、ハディースに「イスラム教徒の生活規範として男性はヒゲを生やしなさい」と書いてあるため、イスラム教圏にはヒゲを生やした男性＝一人前の男性として認められる文化がある。
しかし、イスラム教国でも西洋的な服装・文化が普及した地域社会では、顎髭を一切剃毛せずに完全伸ばしたままのイスラム原理主義様式はあまり励行されず、ウラマーを除いては顎髭を刈ったり剃ったりすることも多い。2010年代ISIL（ISIS）を始めとするイスラーム過激派のテロリズムが活発化している中東などでは、ヒゲを整えることを嫌う過激派と同一視されたくないと考えるムスリム男性が、意図的に髭を伸ばさず顎髭も剃る事例もある。トルコは世俗主義を国是としているが、非世俗主義者の支持を得たいエルドレアン大統領のもとで世俗主義が後退しているものの、近隣のシリアとイラクの国土のかなりの部分をISISが支配下に置いていて、国内でテロも起きた中で、ヒゲを剃る理髪店が盛況している。

#### イスラム原理主義
イスラム原理主義では男性の髭剃りを禁忌としている。イスラム強硬派のタリバンは、男性のひげ整えや剃毛を批判し、無処理でそのままにするよう要求している。
1996年から2001年の間、アフガニスタンを統治するタリバン政権は、国内の男性がヒゲを剃ることや整えることを禁止していた。そのため、2001年にタリバン前政権が崩壊して以降、アフガニスタン・イスラム共和国の男性の間でヒゲ無しや整えるヘアサロンの人気が高まっていた。2021年から再びアフガニスタンを統治するタリバン政権はヒゲを剃ることや整えることを禁止し、宗教警察が違反者を処罰している。路上でタリバン戦闘員に狙われたくないため、アフガニスタンの男性はひげを一切剃らずにタリバンのような風貌になって、溶け込もうとしている。

#### 世俗的イスラム国家
イスラム圏では、成人男子はひげを生やす文化や慣習があるが、エジプトのムバラク元大統領やマレーシアのマハティール首相などはムスリムが多数を占める国家の最高権力者でありながらひげがなかったことからわかるように、イスラム圏でも世俗的な国家では成人男子でもひげを生やさない人もいる

#### ユダヤ教
ユダヤ教ではレビ記19:27で髭を損なうことを禁じており、一般に正統派ユダヤ教徒は髭を蓄えている。一方で律法の伝統的解釈には、禁じられているのは一枚刃の剃刀の使用であり、二枚の刃を用いるはさみの使用は問題ないというものもある。さらに電動シェーバーも一枚刃状でなければ許されるという敷衍解釈もある。
また、レビ記21:5にもヒゲをそることを禁じている記述がある。

#### キリスト教
キリスト教はレビ記も聖書に含めているものの、西方教会の多くでは髭を剃ることが多い。しかしアーミッシュやフッター派では未婚男子は髭を剃り、既婚男性は髭を伸ばす。東方教会の聖職者と修道士は髭を伸ばすことが多い。モルモン教の生活規範では、特に若い男性はきれいに髭を剃ることが求められる。
初期のキリストは、ヒゲの生えてない姿で描かれていた。

#### シク教
シク教では創造主への敬意と教団の表象として、髭と髪は切らない。

### 国・地域

#### 日本

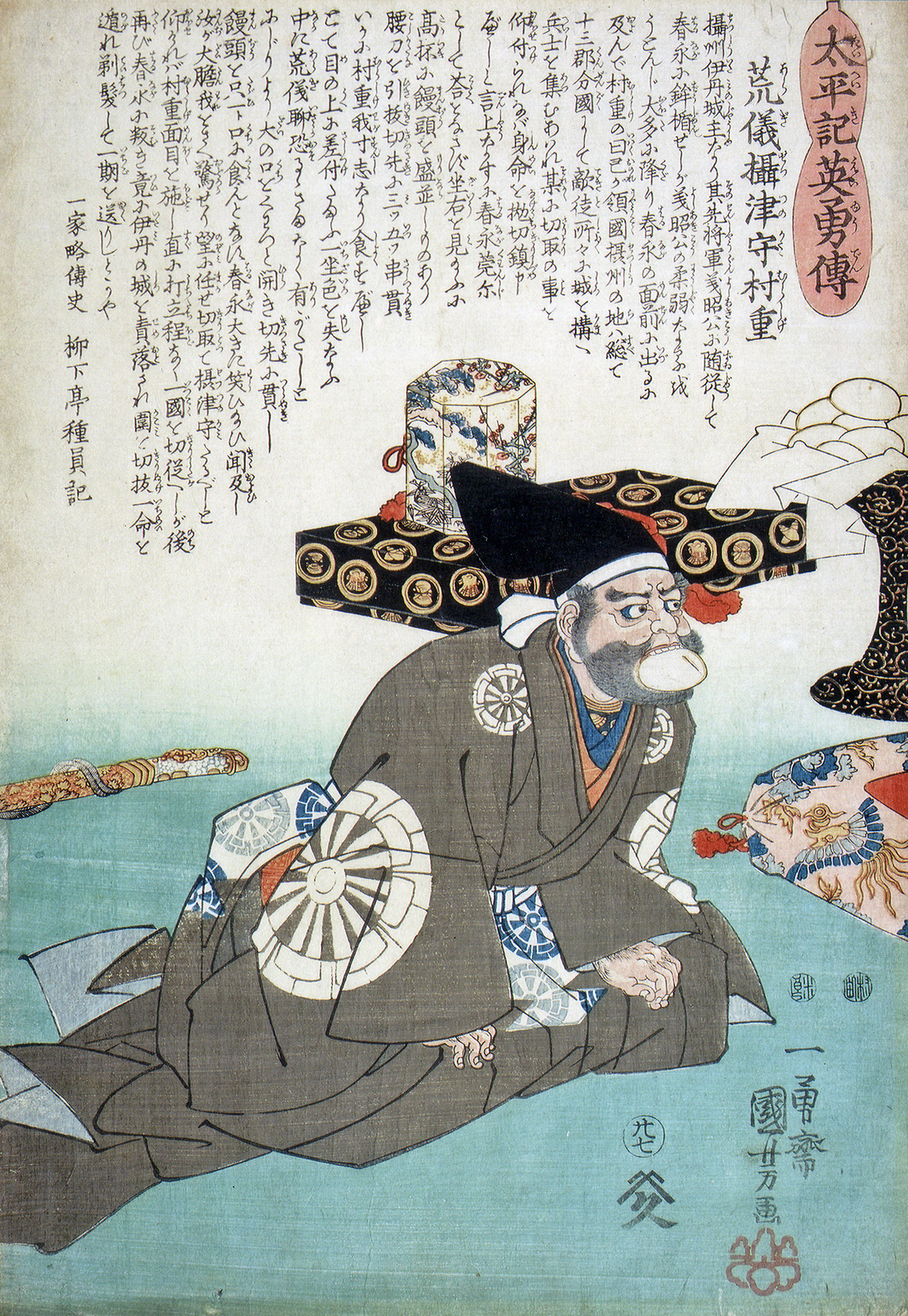
荒木村重の浮世絵

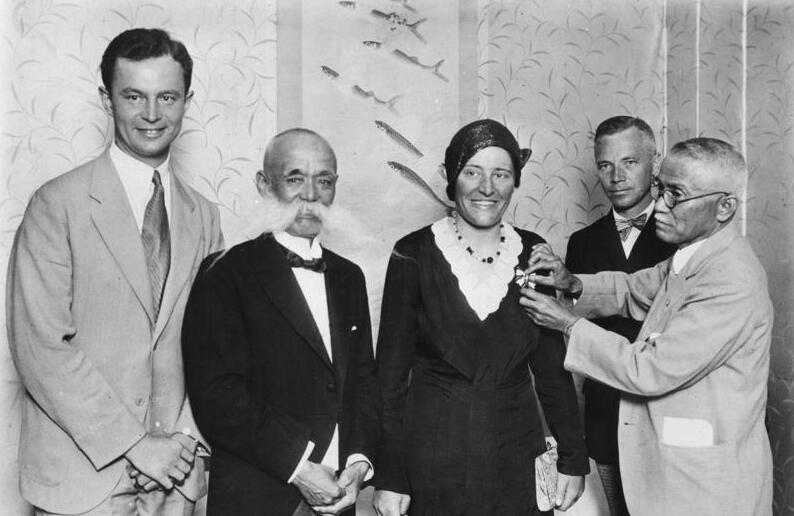
1931年、ドイツの女性飛行士マルガ・フォン・エッツドルフの叙勲に立ち会う長岡外史（左から2人目）。非常に長い髭が見て取れる。

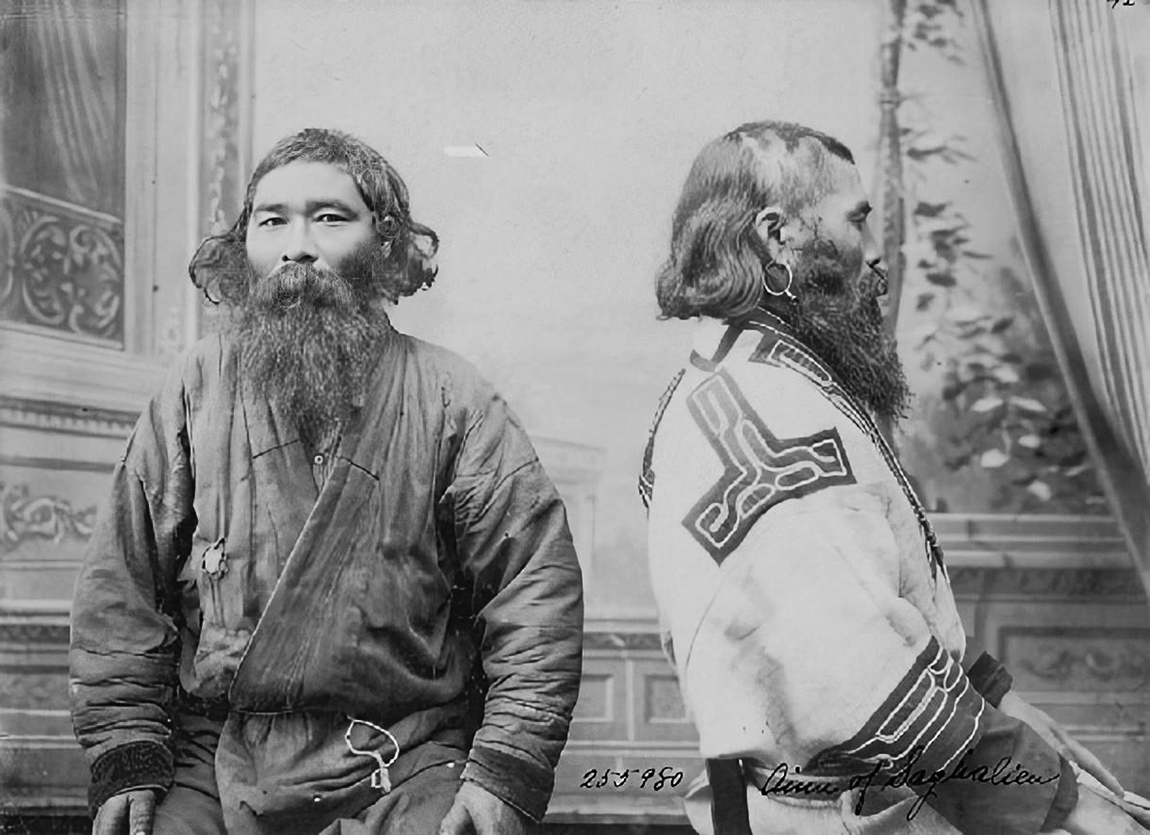
ブロニスワフ・ピウスツキが撮影したアイヌ。彼らは伝統的に髭を蓄えていた。

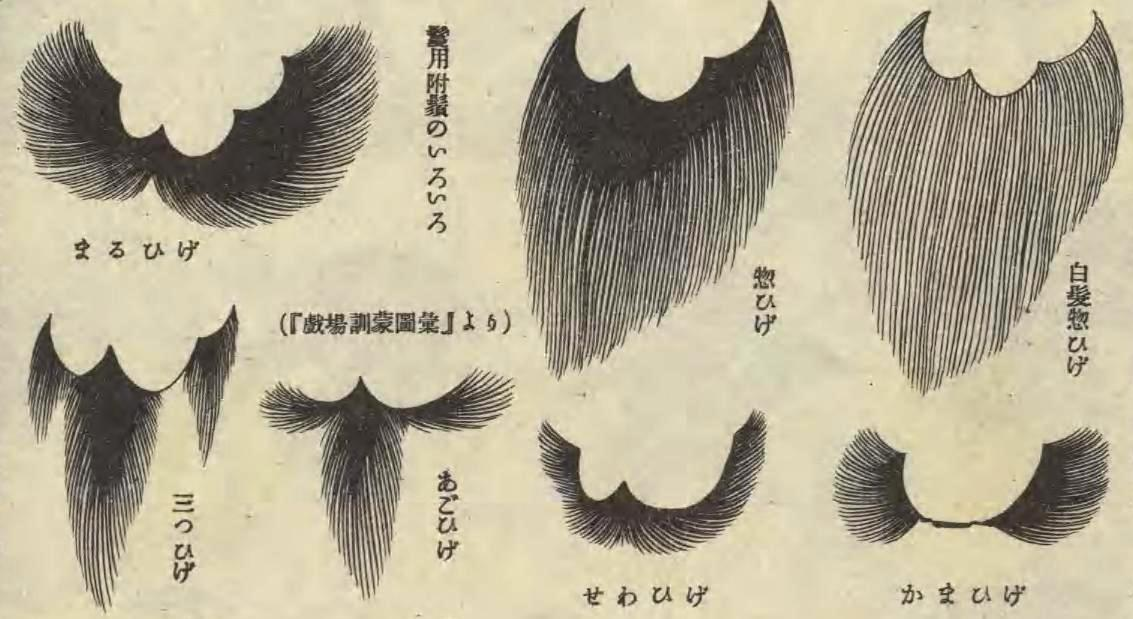
演劇用付け髭各種

日本では、中世から江戸時代初頭にかけて、武士は髭を蓄えることは当然とされ、髭のない武士は嘲笑された。そのため、髭の薄い者（豊臣秀吉など）には付け髭をつけることが行われた。この髭を生やす流行は江戸時代初期まで続いた。
一方、江戸幕府が安定期に入り、文治政治の時期に入ると、戦国の気風が幕府に対する謀反の心として警戒されるようになり、大名に髭を剃ることが奨励され、「風紀を乱す」として禁止されるに至った。徳川家綱の時代には大髭禁止令が発せられ、多くの武士も髭を剃るようになり、月代と髷とともに、17世紀中頃までに定着するようになった。ただし、例外的に山吉新八郎のように、顔の傷を隠すことを理由に髭を蓄えることを仕官先から認められていたとされる事例も存在する。江戸時代には、髭を蓄えることは、降職した武士などの一種の服喪の表現であり、髭を蓄えた人間はどこかしら「卑しい人間」というイメージがあった。
江戸時代の「鎖国」（海禁）体制のもとでは、アイヌ民族が居住する蝦夷地（アイヌモシリ）は、日本から見て「蛮族の地」として扱われた。17世紀半ば以降の日本では、髭を生やさないことが文明人たる日本人の常識とされていた。そのため、当時の日本人の絵画で、髭を生やしかつ髷を結わない野蛮人としてアイヌが描かれたことは、日本人のアイヌに対する偏見や蔑視感の形成及び強化につながった。また、西洋人に対する蔑称である「毛唐」も、当時の日本人からみて、髭を生やすことを「野蛮」とみなす常識を背景として作られた言葉である（ロナルド・トビ『「鎖国」という外交』小学館、2008年）。一方でアイヌ民族の社会では、豊かな髭は誇るべきものであり、髪を切り髭を剃る行為は神に対する不敬とされていた。
西洋では18世紀頃から、特にヴィクトリア朝イギリスで髭を蓄えることが流行し、日本でも明治時代にはその影響から地位の高い男性の間では再び髭を蓄えることが流行した。長岡外史などは、殊の外、髭を大事にしており、70cmにも達する「プロペラ髭」と呼ばれる長大な髭を蓄え、それを自慢していた。明治の高官や知識人たちが洋行しはじめた20世紀初頭になると、西洋では髭は時代遅れになりつつあるだけでなく、「下層階級」の象徴にもなっていたため、西洋の風習と思って髭をたくわえた日本人エリートたちを驚かせた。
髭を生やすことを就業規則や服務規程で禁止していない場合、髭を生やしていることを理由に、昇格・昇給などの査定で不利益な扱いをすることや、解雇・停職・降格・減給などの懲戒処分をすることは、人権侵害という判例がある。
日本労働組合総連合会は2019年11月15日、職場での身だしなみのルールに関し働いている男女1000人にアンケート。ルールがあるとしたのは571人。髭に関する決まりがあると答えた人も多い。ルールに違反した場合、処分があるとしたのは111人。始末書提出や解雇や契約打ち切りのケースもあった。身だしなみのルールについて最低限で良いが549人。本人に任せるべきが181人と続いた。

#### アメリカ
アメリカでは、1900年代になると、髭を剃ることはプロフェッショナリズムと清潔さを示すものとされ、男性は職場で髭を剃ることが義務づけられた。ニューヨーク州サフォーク郡では、警官は顎髭の長さは襟よりも上までとし、口髭は唇を覆わないように整えなければならないという規則を設けた。これに反発した警官たちは裁判を起こしたが、1976年に裁判所は労働者の髭の規則は雇用主が決められるという判決を出した。マサチューセッツ州では、警官の髭を禁止しており、これも1992年に裁判が起こったが、やはり髭の規制は支持された。

#### ロシア
ロシアの大貴族には長い髭を生やす習慣があったが、ピョートル大帝は西欧化政策の一環として髭に課税（ヒゲ税）し、西欧風に切ることを奨励した。 

#### 中国
「老成」を尊ぶ儒教の影響もあり、漢民族の伝統的な美意識では、中高年の君子は立派な鬚をたくわえるのが良いとされてきた。例えば「文神」である孔子も、「武神」である関羽も、歴代の皇帝たちも、中国の塑像や絵画では、ひげを伸ばした中高年男性の姿で描かれることが多い。中国の伝統演劇である京劇では、長いひげを伸ばした役柄は「老生」ないし「鬚生」と呼ばれ(「生」は男の意)、芝居の主役を張る重要なキャラクターである。近現代の中国では、髭に対する美意識は欧米文化の影響を受け、大きく変わった。
新疆ウイグル自治区では、ムスリムに対し通常の礼拝を除く宗教行為を制限しており、ムスリムの男子が一定以上の髭を生やすことも宗教行為として禁じている。

## 髭の種類

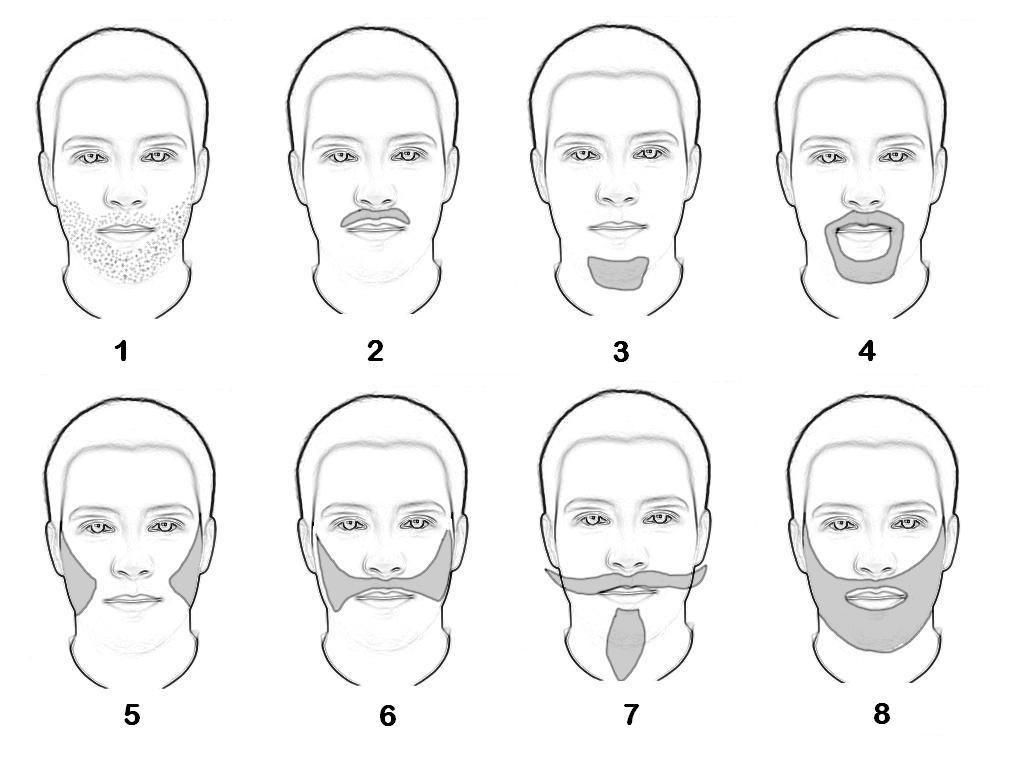
髭のパターン

1. Stubble
2. Moustache
3. Goatee
4. Van Dyke
5. Mutton-chops
6. Friendly Muttonchops
7. Spanish beard
8. Full beard

口髭
ムスタッシュ（mustache）という。鼻の下、上唇の上の部分に生えるヒゲを長く伸ばしたものである。鼻からの呼気が直接触れるので、気温が低い冬季には呼気に含まれる水蒸気が凝結してじっとりと濡れるため、始終ハンカチ等で拭く必要がある。また気温がもっと低くなると水蒸気が凍って白くなる。口髭を蝋で固めていた時代には、湯気で形が崩れないようムスタッシュカップのような専用の喫茶道具が使用された。
カイゼル髭

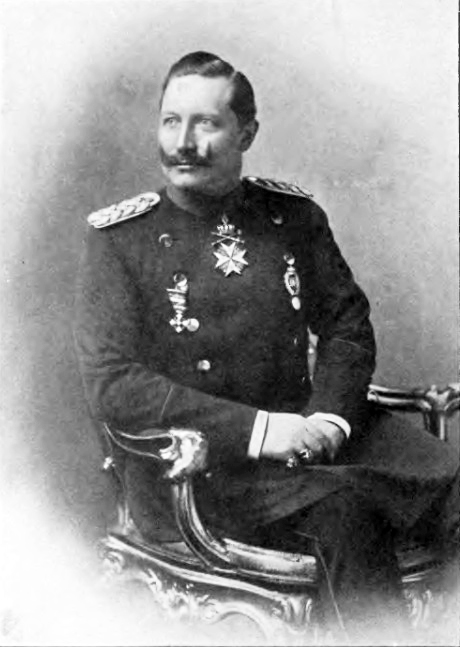
ヴィルヘルム2世

伸ばした口髭を油や蝋で固めて左右を上へ跳ね上げて逆"へ"の字にしたもの。サルバドール・ダリで有名。ドイツ帝国の皇帝ヴィルヘルム2世が蓄えていたことからカイゼル（近代のドイツ語で皇帝の意。現代ではカイザーと発音）と呼ばれる。英語では髭の形が二輪車のハンドルに似ているため、"ハンドルバー・ムスタッシュ" (Handlebar moustache) と呼ばれる。
どじょう髭、八字髭
どじょうの髭のように伸ばした口髭を口の両脇に長く流したもの。またはどじょうの髭のように短くちょっとだけ生えている髭のこと。現状では相反する二つの意味で用いられている。ラーメンマンで有名。辮髪と共に中国人の象徴のように使われる。
ちょびひげ
口髭を鼻の幅ほどに短く刈りこんだもの。アドルフ・ヒトラーのポートレートやチャーリー・チャップリン、加藤茶のギャグネタのひとつ「ハゲおやじ」で有名。チャップリン髭とも。
その他
セイウチ髭、馬蹄型のホースシュー髭、唇と鼻の間に筆を乗せたようなペンシル髭、映画の登場人物フー・マンチューがしていた髭で西洋でのステレオタイプな中国人が生やす髭として定着したフー・マンチュー髭

あごひげ
ビアード（beard）という。

エイブラハム・リンカーン

第16代アメリカ合衆国大統領エイブラハム・リンカーンの肖像画や彫刻は見事なあごひげを蓄えている。彼は大統領選挙に勝つためにひげを蓄えることを薦めた小学生少女からの投書に従った。あごひげのある大統領はリンカーンが最初である。
フジ
ヴァン・ダイク
フランドル出身の画家、アンソニー・ヴァン・ダイクにちなんでつけられたひげの形。少しカールした上髭が特徴。
やぎ髭
やぎの顎下の毛のように顎鬚を長く伸ばしたもの。ホー・チ・ミンがこの髭で有名。口髭とあご髭しか生えない人が多い新モンゴロイドやマレー系などの人種が多い。そのため、中国、東南アジアなどによく見られる髭である。欧米ではやぎ（Goat）の単語からゴーティー（Goatee）と呼ばれる。

ほおひげ

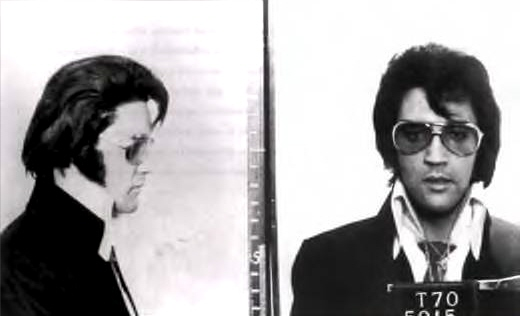
エルヴィス・プレスリー

サイドバーン（sideburn）という。もみあげとの線引きが難しい場所。“長いもみあげ”やマトンチョップス（mutton chops）などと呼ばれる事もある。エルヴィス・プレスリーやルパン三世等が典型例。
ラウンド髭
口の周りを囲むように生やしているもの。または、顔の周りを囲むように生やしているものを言う。
フルフェイス

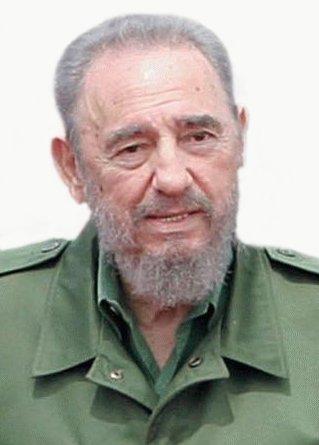
フィデル・カストロ

顔の大部分を覆うような髭の意。「Full Beard（完全な髭）」という言い方もする。フィデル・カストロにちなんで「カストロひげ」と呼ばれる事もある。
無精ひげ
普段ひげを剃っている人のひげが、剃られずに伸びたままになっているもの。部位は問わない。また、剃り残しが多かったり、伸びすぎてスタイルが崩れていたり、といった手入れ不足のひげを指すこともある。チェ・ゲバラ、イチローなどの髭としても有名。

## 髭に関する事柄

### 一般
- 1879年、官員に髭が流行した。
- Barba non facit philosophum（ラテン語版）(髭は哲学者をつくらない) - ラテン語の慣用句。哲学者は、ヒゲを生やしているものだが、ひげがあっても哲学者になれるとは限らない。
- 青髭 : シャルル・ペロー執筆の童話、ジル・ド・レイがモデルと言われている。
- 黒髭 : 玩具「黒ひげ危機一発」ゲーム等に見られる、その後の海賊のイメージの原型となった有名な海賊。
- 軍隊におけるヒゲ（英語版）
- 航空機パイロットや潜水士などでは、ヒゲによって酸素マスクなどの密閉性に影響があるため剃ることが推奨される場合がある。ただ、マスクが密閉しやすい場合は、ヒゲの影響はほとんど確認されなかった[20][21]。
- 髭秒（Beard-second）- 1秒間に伸びる髭の長さ。試算では5‐10ナノメートルになる。[22]

### 手入れ
- ヒゲ税 : ロシアのピョートル1世が制定。ヒゲにたいして課税（課税率は身分によって異なった）。ピョートルはロシアを欧州列強のような先進的国家にすることを目指しており、まずは国民・貴族の意識を変えるために、ロシアの風習の象徴である髭をなくそうと考えた。考え方としては、日本の断髪令と似ている。
- ムスタッシュカップ（英語版） - 口ひげが飲み物につからないようにするためカバーが付いたカップ
- ヒゲの手入れ（ドイツ語版）
- ヒゲ用ワックス（英語版）
- 天然染料ヘンナ（英語版）での染色は、中東からアフリカ、インドなど広い範囲に見られる。

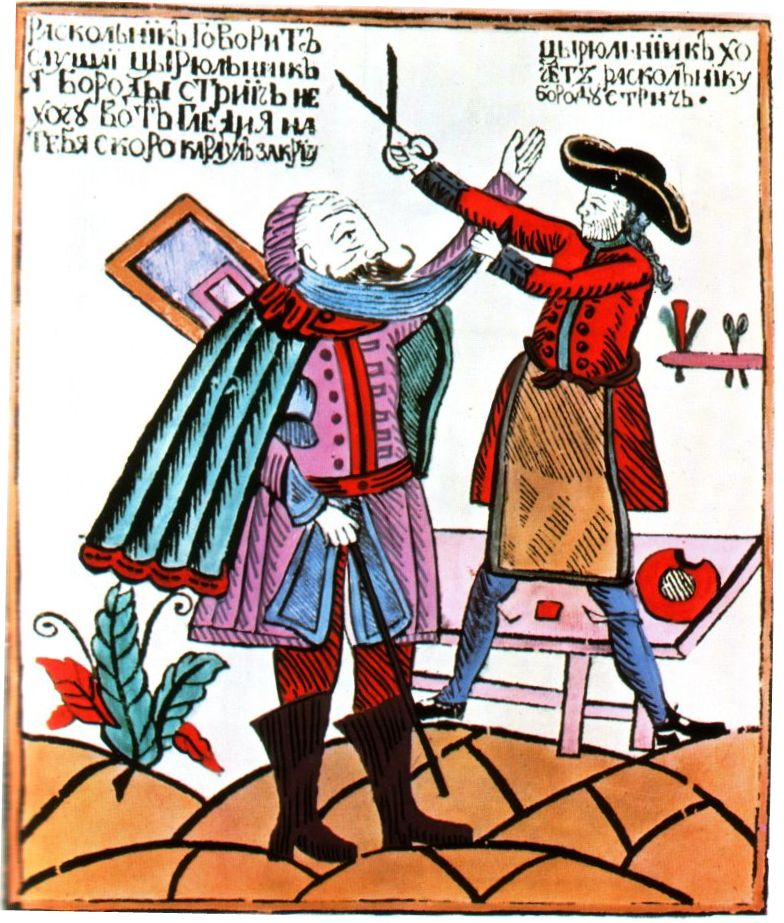
ロシアのヒゲ税とひげ刈りの風刺画。18世紀初めの作品
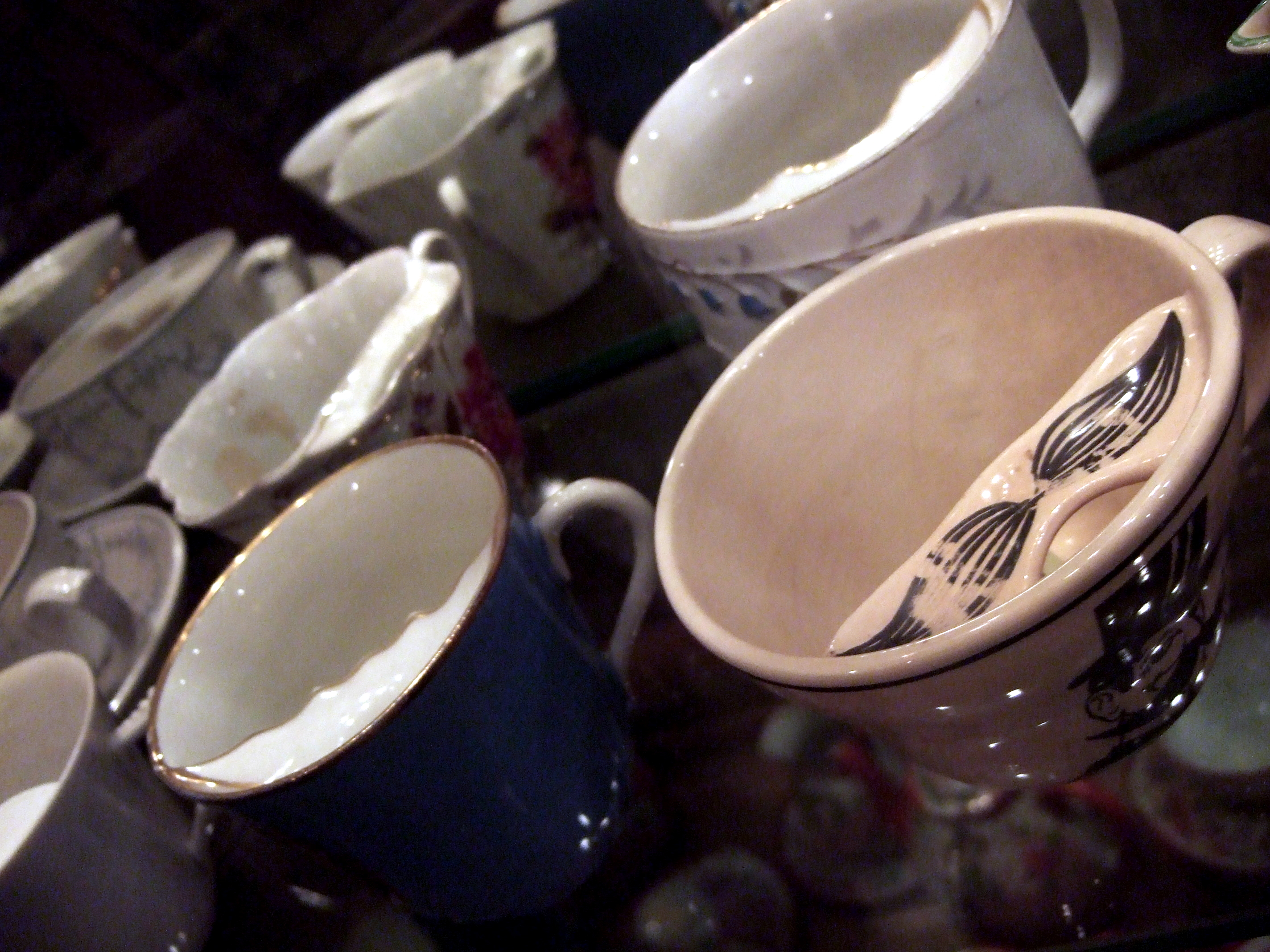
ムスタッシュカップ（英語版）
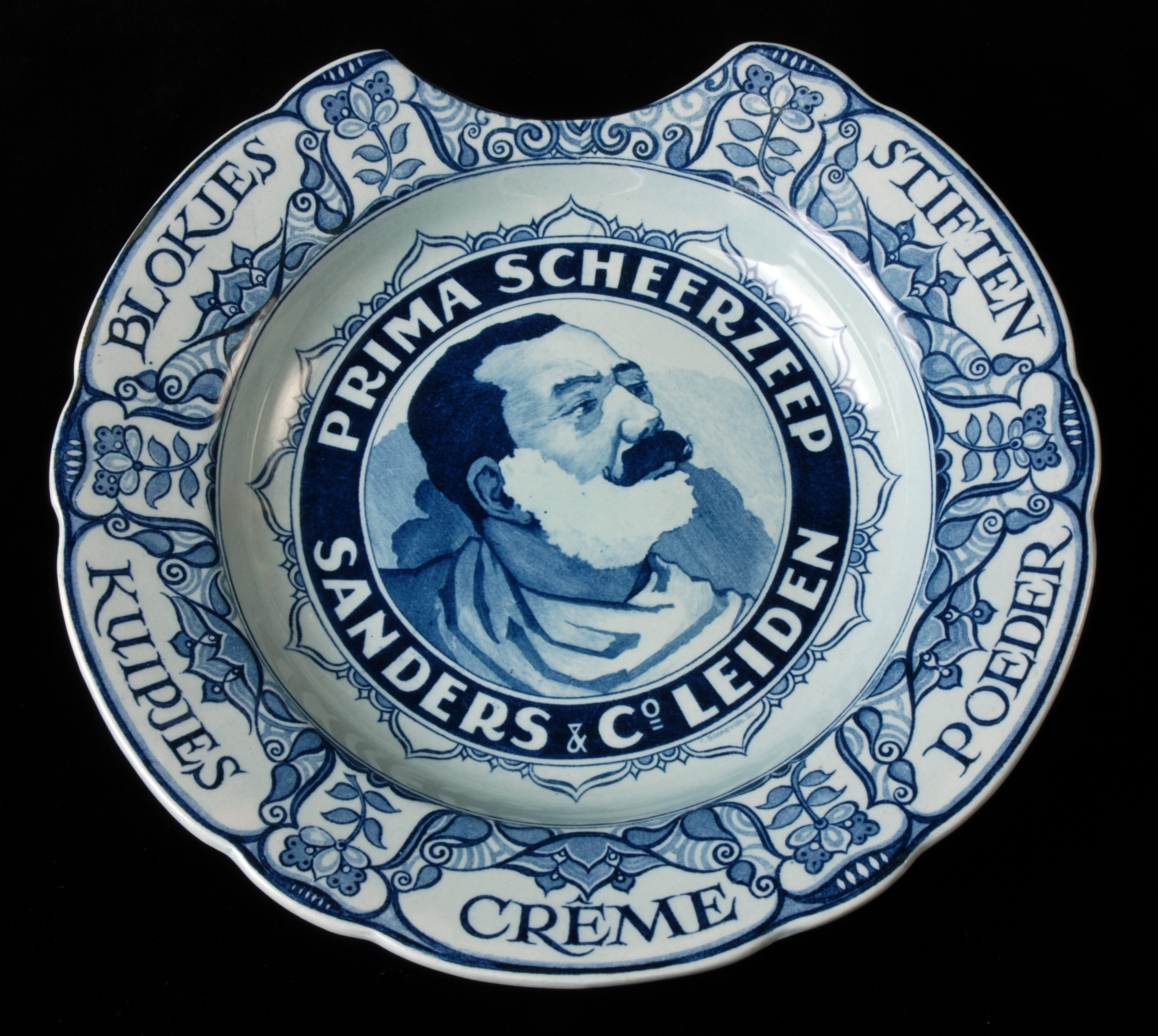
髭剃り用のヒゲ皿。くぼみに首をあててヒゲを剃ったり洗ったりした。
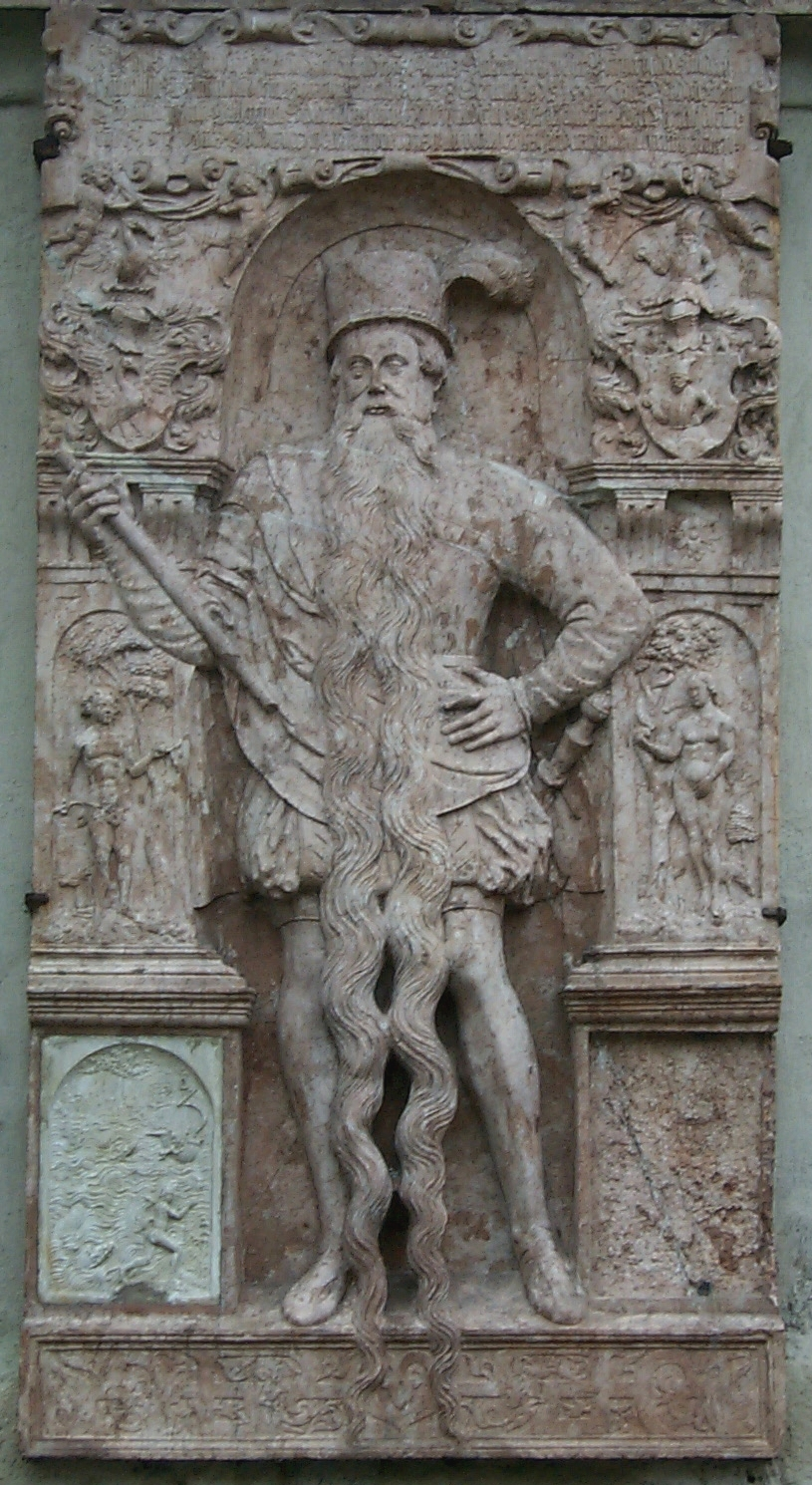
ヒゲを踏んで転落死したオーストリアのブラウナウ市長Hans Staininger（ドイツ語版）の像
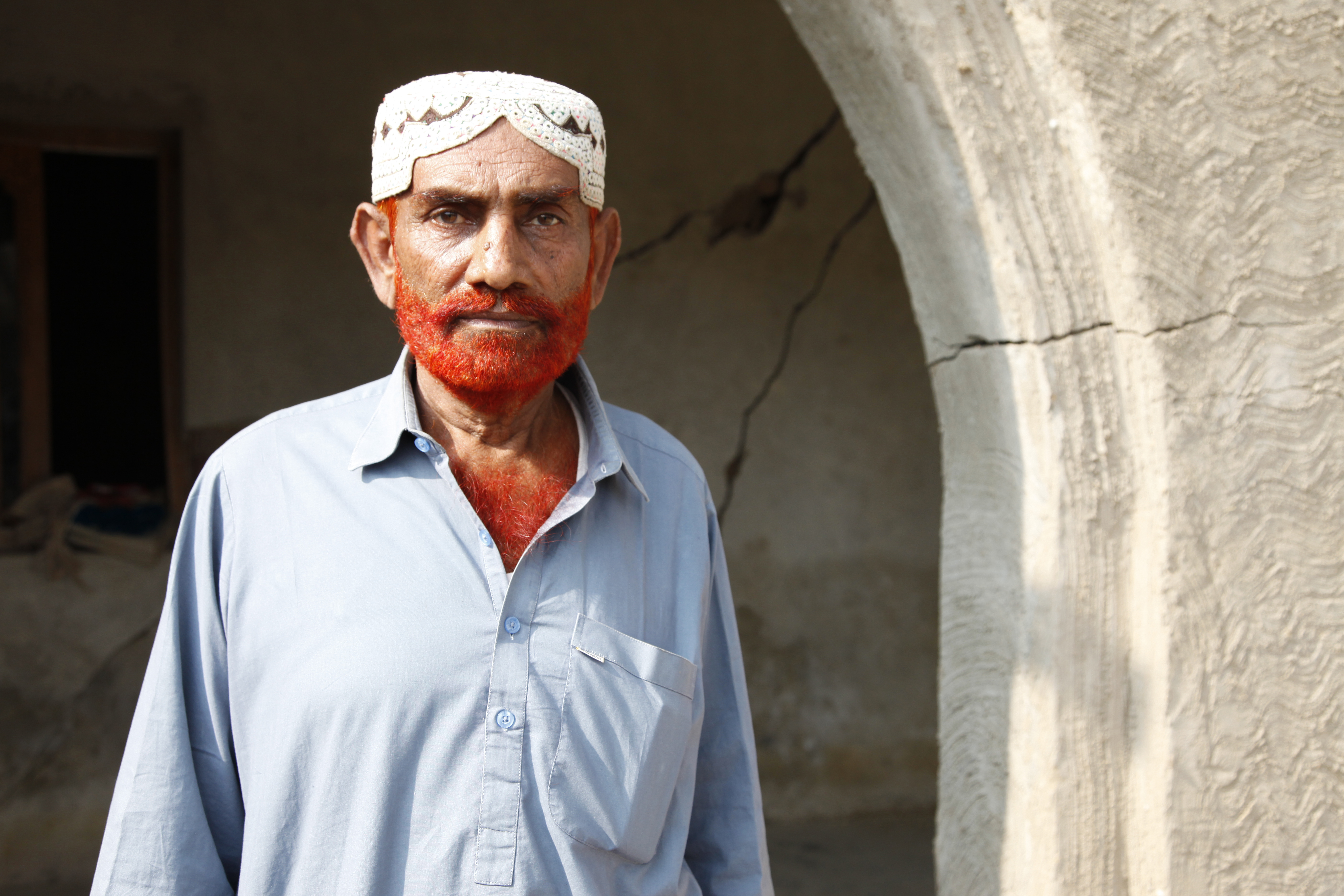
天然染料ヘンナ（英語版）で染色したひげ、パキスタン、2010年。

### スポーツ
- ボクシングでは、外傷につながるなどの理由でヒゲを剃るようにとされていたが、2023年にIBA（国際ボクシング協会）は4.2.5.2.2 of IBA Technical & Competitions Rulesで、10cmまでのヒゲを許容することをルールとした[23][24]。
- 野球チームの内規でヒゲを禁止している場合がある。ヤンキース[25]、巨人[26]
- 相撲協会は、2019年2月26日に力士規定でヒゲを禁止した[27]。
- アイスホッケーでは勝利のゲン担ぎに髭を生やすという習慣がある。これはデトロイト・レッドウィングスから始まり、その後ニューヨーク・アイランダースがスタンレー・カップ4連勝を達成した際に同チームには髭を生やしていた選手が多かったことから広まった。

### 人物

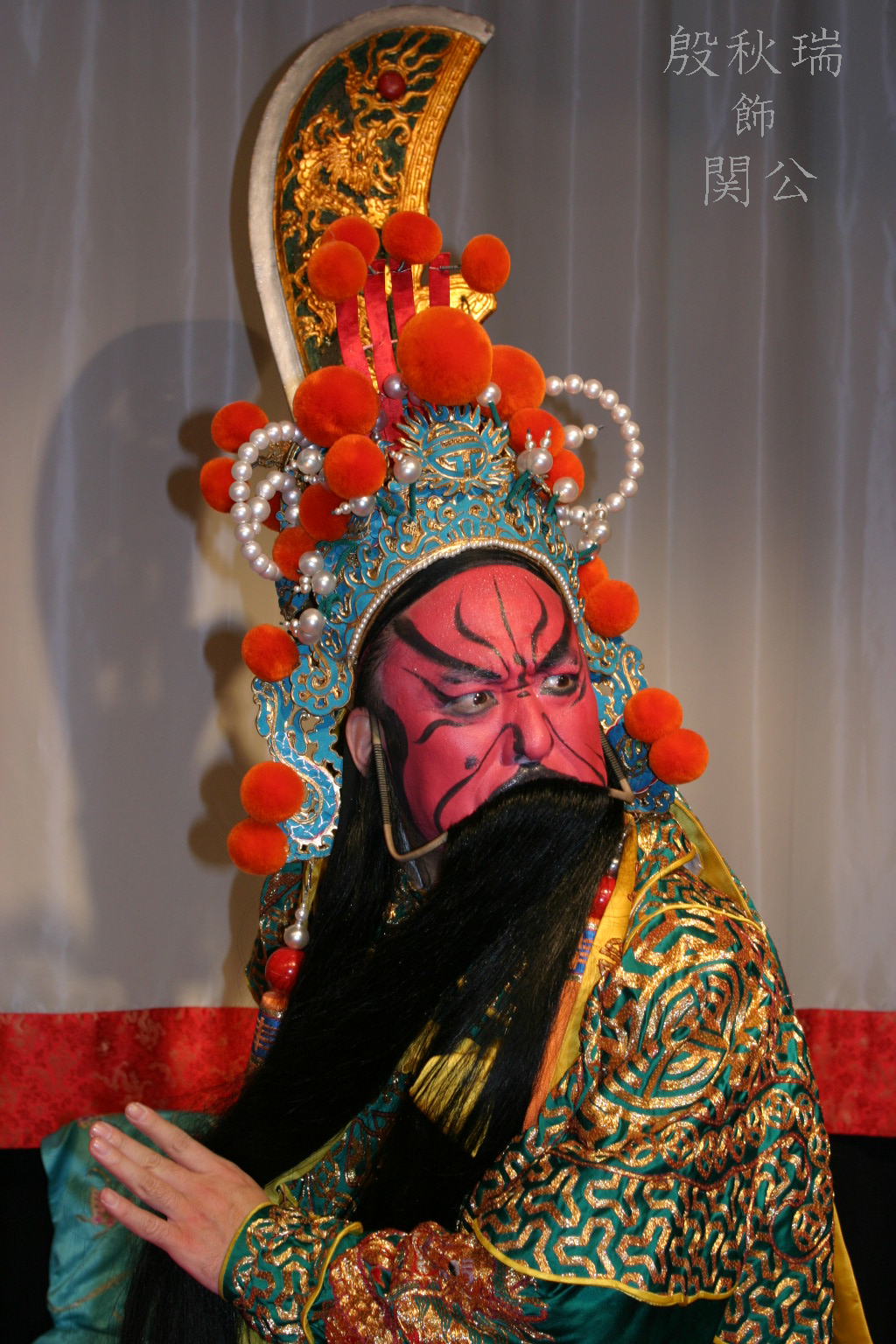
長いひげをしごいて威厳を示す、京劇の関羽(俳優は殷秋瑞氏)

- 関羽：中国・後漢末期、三国志の武将。「髯」・「美髯公（びぜんこう）」と呼ばれた。
- フリードリヒ1世：12世紀の神聖ローマ皇帝。「赤髭王（バルバロッサ）」と呼ばれた。
- 耶律楚材：初期モンゴル帝国の官僚。「ウルツサハリ（髭の長い人）」と呼ばれた。
- エドワード・ティーチ：17-18世紀のカリブ海の海賊（バッカニア）。見事に編んだ長いあごひげから「黒髭」と恐れられた。
- 長岡外史：陸軍中将、政治家。「プロペラ髭」と呼ばれる横に長い髭（最長で70cm）を蓄えていた。
- 式守伊之助 (19代)：白く長いあごひげが特徴で「ひげの伊之助」と呼ばれた。
- サルバドール・ダリ：スペインの画家。両端をはね上げた特徴的な口ひげをしていた。
- 寬仁親王：皇族。「ヒゲの殿下」と呼ばれていた。
- 東隆明：作家、俳優、「ひげ仙人」の異名。
- 佐藤正久：参議院議員。自衛隊イラク派遣第一次復興業務支援隊長、元1等陸佐。中東と言う土地柄、ヒゲがある佐藤が最初の隊長に選ばれた経緯があり、このエピソードから「ヒゲの隊長」と呼ばれる。
- アドルフ・ヒトラー：ちょび髭を蓄えている。七三分けのちょび髭というイメージが大衆化している。
- ヴィルヘルム2世：ヴィルヘルム2世の独特な口髭は「カイゼル髭」として有名である。御用理髪師に髭の方向を整えさせていたのが大流行したものであるという。当時日本でもかなり流行したという。
- ジェームズ・ハーデン：NBA選手。愛称が「The beard (髭)」。
- S・G・ブリンクリー：19世紀から20世紀にかけて最長の髭（約163cm）の所有者として知られる。

## ヒト以外の動物における「ひげ」
髭はヒトにおいて顔面の体毛が退化した後に、二次的に発達したものと考えられる。思春期以降に発達が始まることもこれを裏付ける。したがって、これにあたるものは他の動物にはない。しかし、顔に生える目立つ毛状のものをこう呼ぶ例はある。
イヌやネコなどには口を中心とする頭部に特に長く突き出したまばらな毛が発達しており、鋭敏な触覚器として機能すると言われる。これを洞毛というが、ヒトにはこれは全くないものである。この洞毛のことをひげと言うことも多い。
毛ではないひげの例としては、脊椎動物において、頭部近くに生える毛状のあるいは細長い突起物を指してひげということもある。この場合のひげは感覚器として役立っている場合が多い（ナマズ、ドジョウ、ライギョなど）。オジサンは髭の生えた魚である。ヒゲクジラの場合、先端がすだれ状になった角質の板を鬚と呼んでいる。
節足動物では、バッタなどの昆虫の触角を髭ということがある。クシヒゲムシ・ヒゲナガゾウムシ・ヒゲナガカワトビケラ・ヒゲナガガ・ジュズヒゲムシ・ヒゲナガハナノミ・ヒゲコメツキなど、いずれも触角の特徴で名付けられたものである。触手を髭という例もある。以前は有鬚動物と呼ばれた環形動物シボグリヌム科内には、和名をヒゲムシという一群がある。
また、植物のごく細い根などもひげ（ひげ根）と呼ばれることがある。
鳥類では、ヒゲガラやアカヒゲの場合は鬚は口元の模様であるほか、ヒゲドリは口元から伸びる肉垂が髭状となっており、またニワトリの肉垂は肉髯（ぜん）と呼ばれる場合もあるなど、特有の装飾器官が髭状になっていることが少なくない。

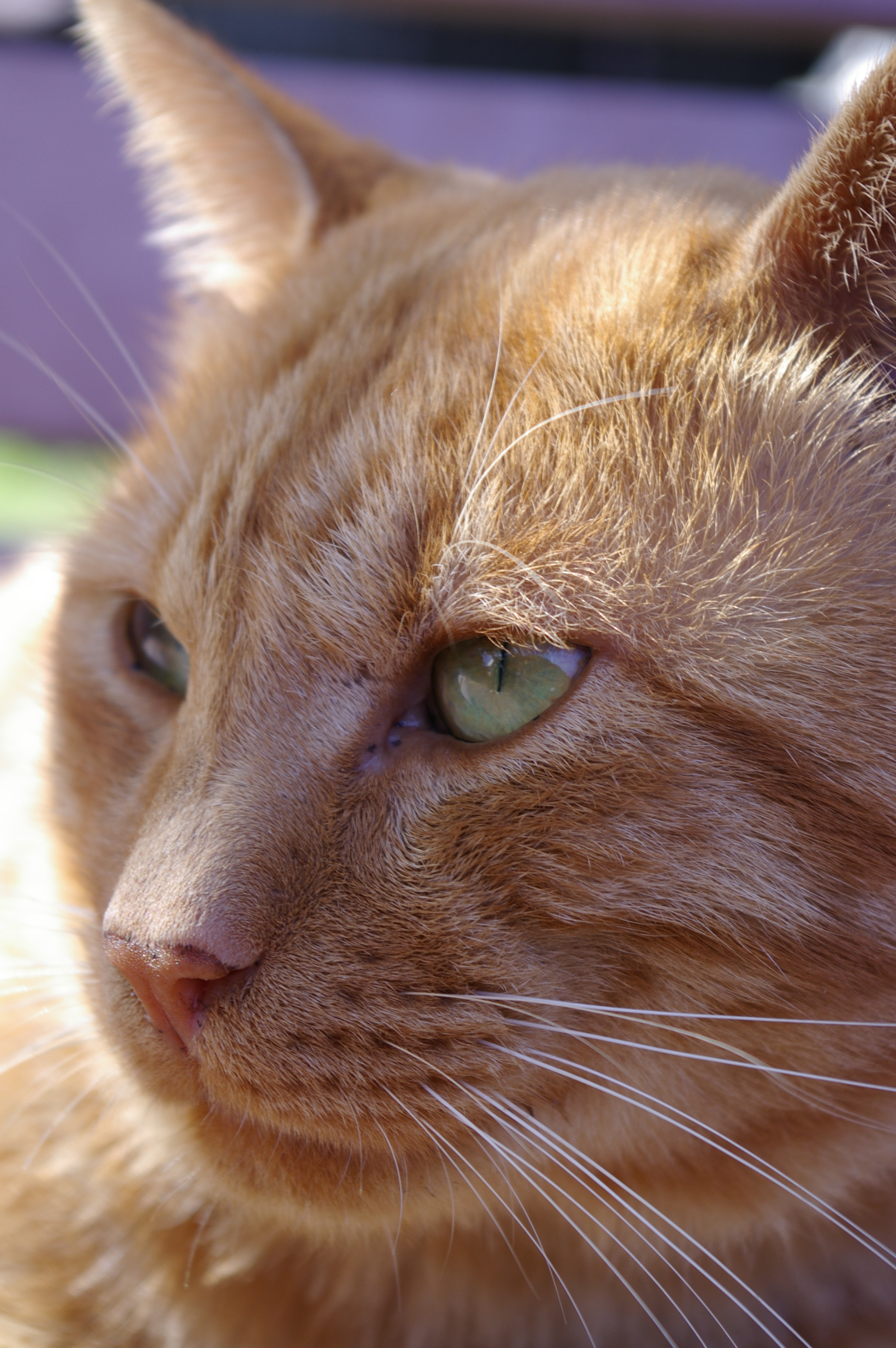
ネコの髭は洞毛という。
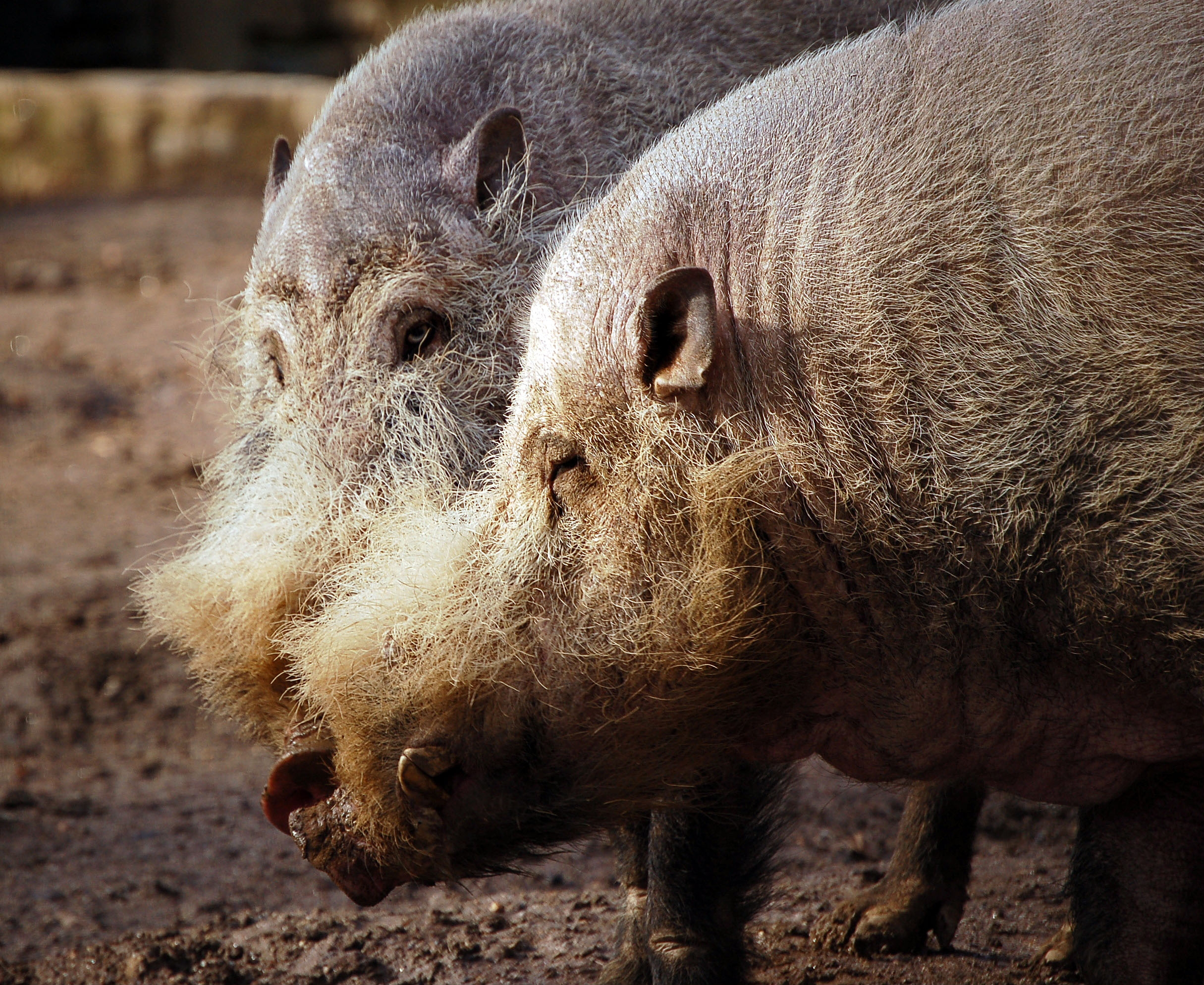
ヒゲイノシシのひげ
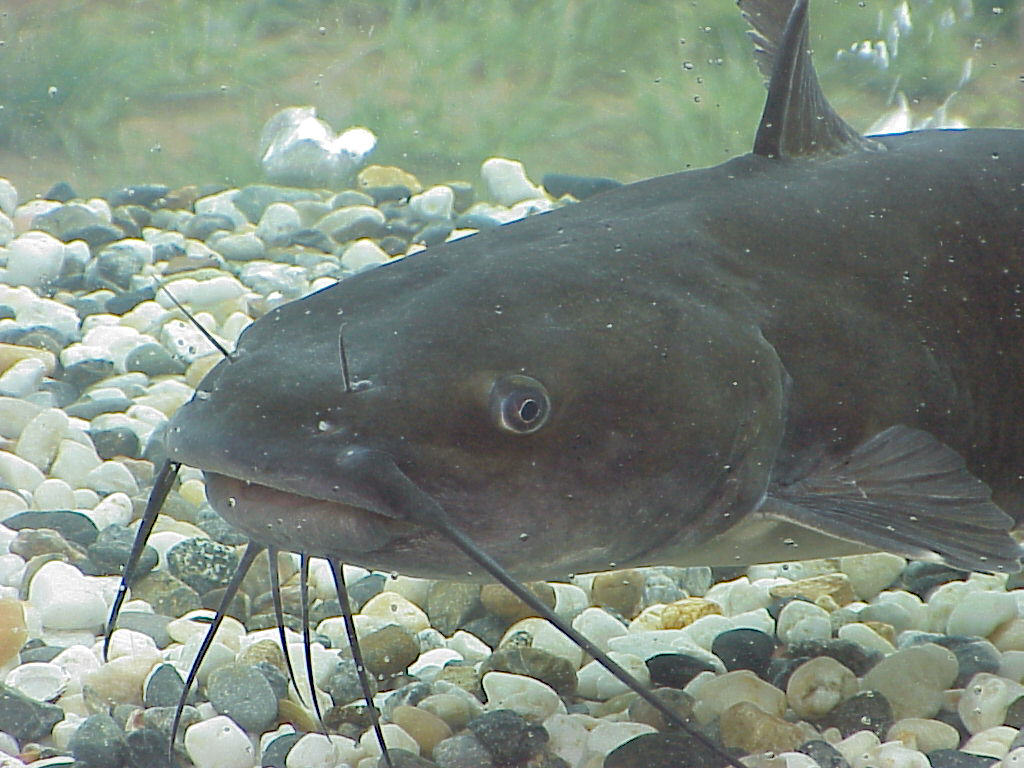
アメリカナマズのひげ（英語版）
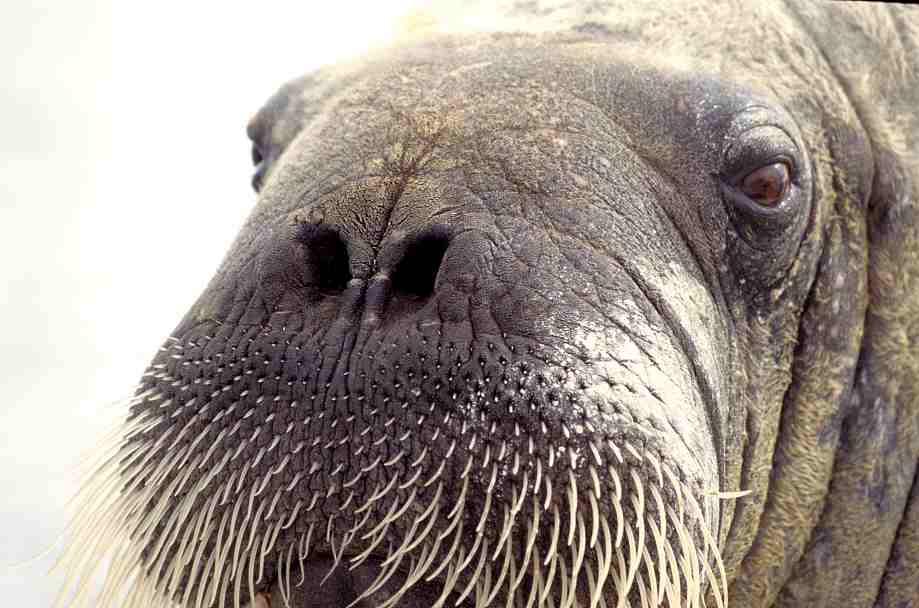
セイウチのヒゲは、海底にある貝などを探し出すためにある[29]。
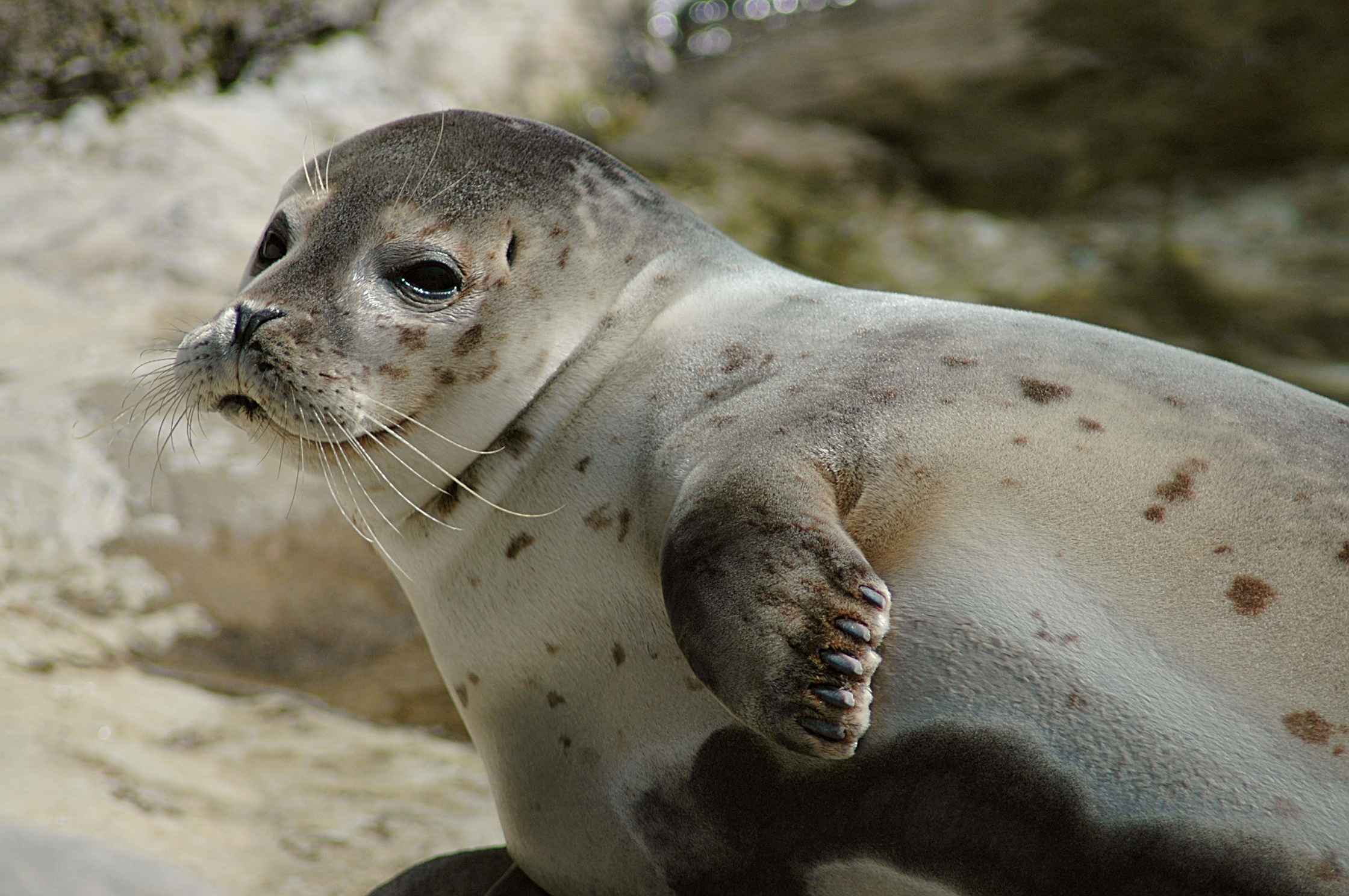
ゴマフアザラシのヒゲ。魚が作る水流などを感知する[30]。
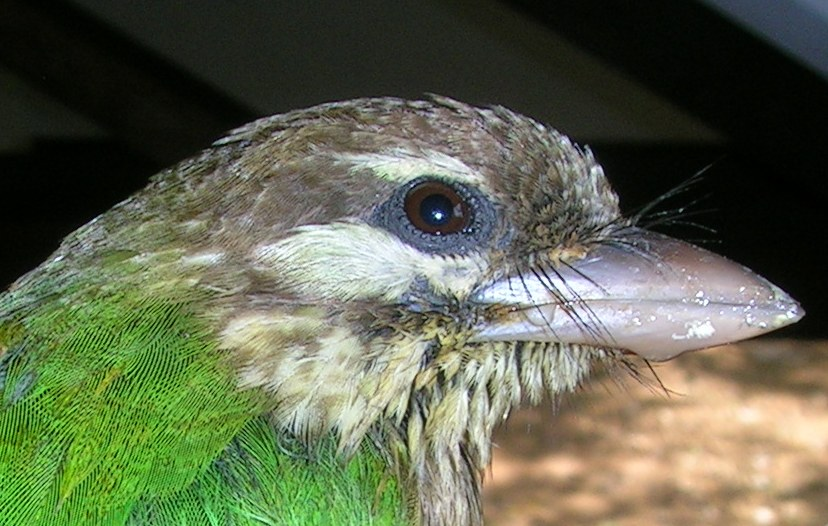
虫を食べる鳥に多くみられる嘴毛（rictal bristle）
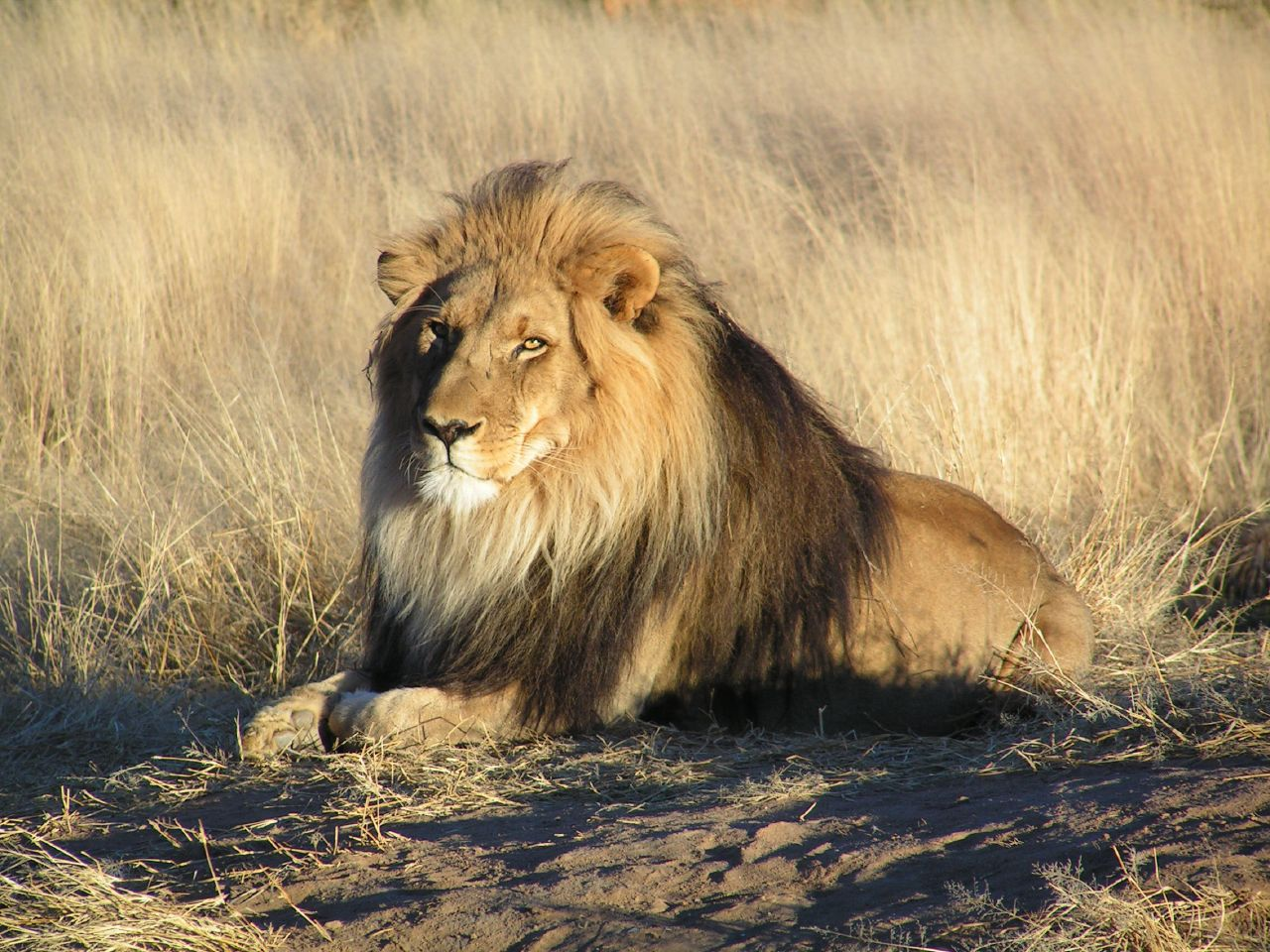
同じネコ科でもオス・ライオンの顔のまわりの毛は伸びまくっている。これは「ひげ」と呼ばれず、漠然と「たてがみ」と呼ばれている（だがアゴの周りにも生えており、その一部はヒトの「ひげ」相当の部分がありはするが、顔のまわりにぐるりと生えており、「ひげ」相当の部分との境目はどうにもはっきりしない）。メス・ライオンのほうはネコのような伸び方。
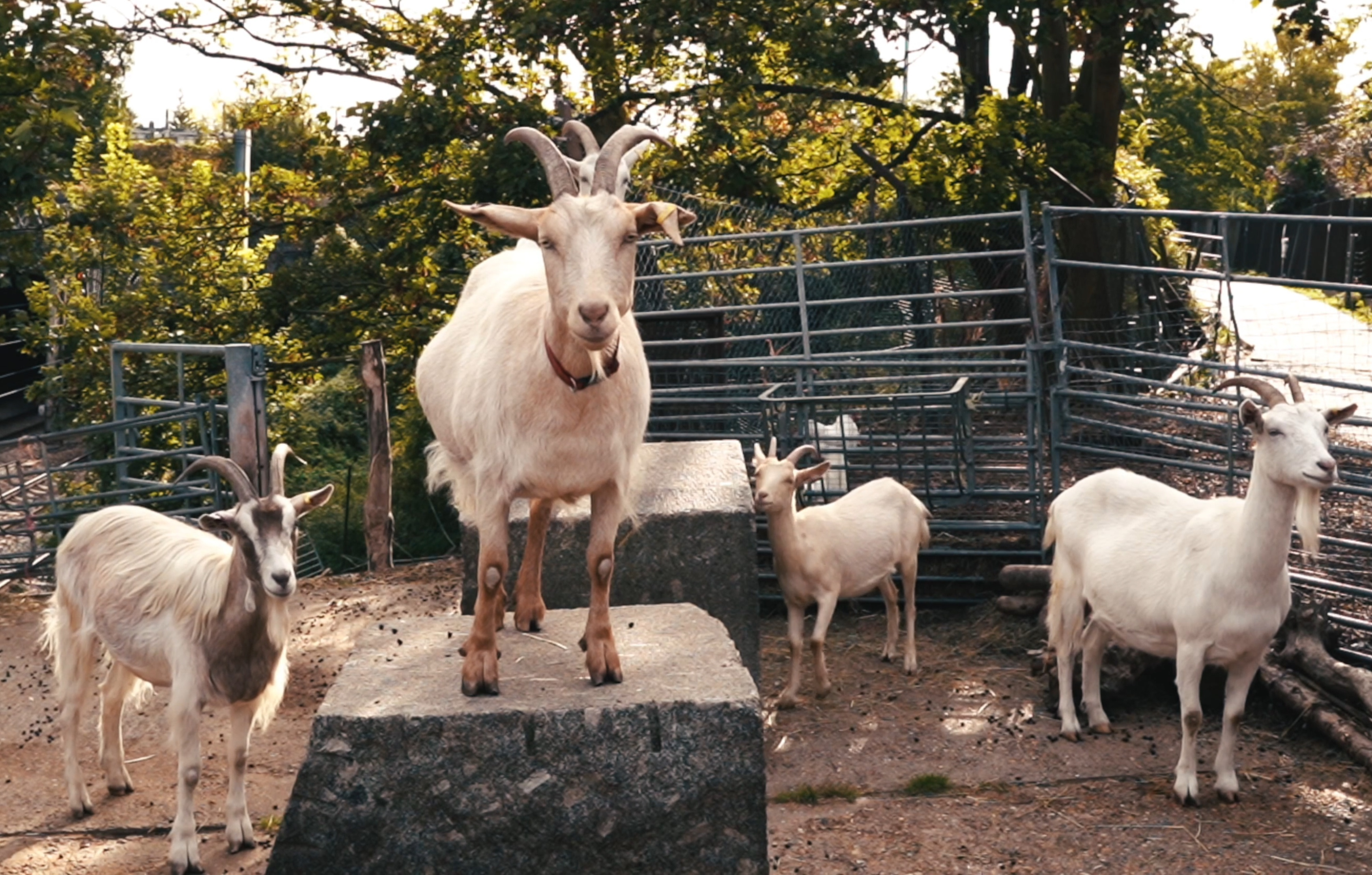
山羊のヒゲ。雄は優性遺伝、雌は劣性遺伝でヒゲが生えるが、雌も出産などでホルモンバランスが崩れるとヒゲが生え、雄は去勢されるとヒゲが比較的薄くなる場合がある[31]。ヒゲがある方が雌への好感度が高く、発情期になると雄はヒゲまわりに自分の尿をつけて雌へのアピールとする[32]。
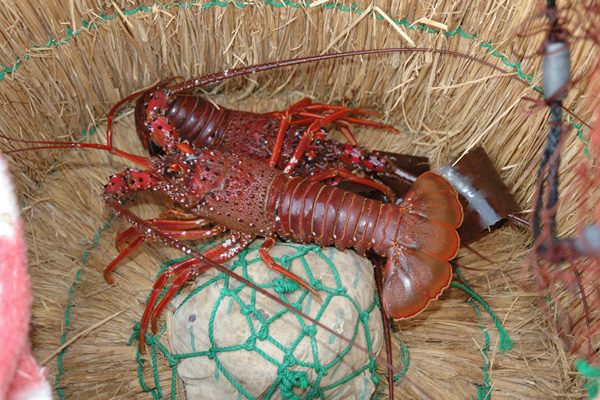
長い触角をもつイセエビ